# Atlético Bucaramanga
El Club Atlético Bucaramanga es un equipo de fútbol colombiano con sede en la ciudad de Bucaramanga, capital del departamento de Santander, que participa en el campeonato de la Categoría Primera A, máxima categoría de la División Mayor del Fútbol Colombiano.
Fundado oficialmente el 11 de mayo de 1949 bajo dirigencia de Rafael Chaberman, comerciante barranquillero, quien junto a varios ciudadanos de la época en su mayoría pertenecientes a la Liga Santandereana de Fútbol, tomaron la iniciativa de crear un club que representara a los santandereanos. En 1948 aún sin oficializarse como club de fútbol tuvo un año de activa participación de manera "amateur" en el ámbito local.
El Atlético Bucaramanga disputó su primera temporada en el futbol profesional colombiano en el año de 1949, campeonato en el cual ha jugado 72 temporadas en la Primera A. Igualmente el club ha descendido a la segunda división en tres oportunidades, en los años 1994, recuperando la categoría en 1995, en 2001, sin que su descenso se hubiera consumado, puesto que conservó la categoría en un triangular disputado en la ciudad de Cartagena en el que obtuvo el segundo puesto. Y finalmente, en el año 2008  ascendiendo después de 7 años, en el año 2015. En este campeonato, Su clásico rival es Cúcuta Deportivo jugando así el Clásico del Oriente Colombiano.
Su máximo logro ha sido el título de liga obtenido en el primer semestre de 2024 ante Independiente Santa Fe. Antes había sido campeón del Torneo Adecuación 1996-97 ante Deportes Quindío, sin que aquél haya sido reconocido oficialmente como título colombiano. En la final definitiva el club perdió con el América de Cali obteniendo el primer y único subtítulo y clasificando a la Copa Libertadores de América de 1998. De igual forma, ha obtenido dos títulos de la Primera B en 1995 y 2015.
En diciembre de 2016 se funda el equipo profesional de mujeres, Atlético Bucaramanga Femenino para disputar las competiciones de la Liga Femenina, disputó la liga hasta el año 2023. Regresó en la liga del año 2025.

## Historia

### Fundación e inicios

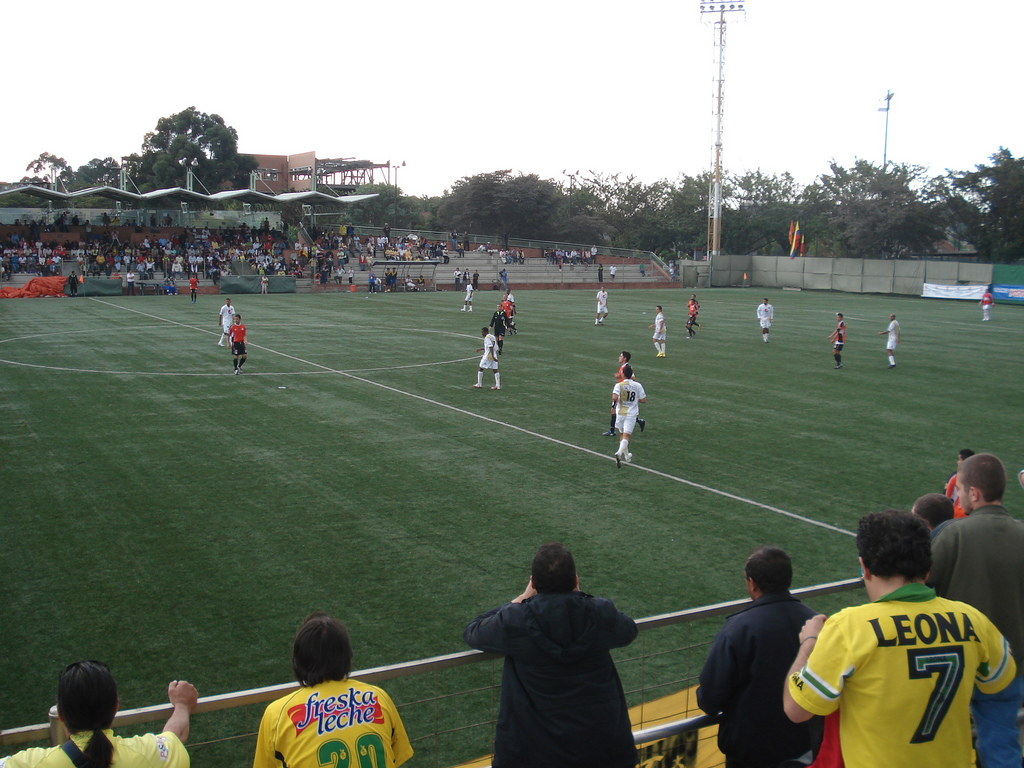
Atlético
Bucaramanga vs Academia F.C..

En 1949 en la Liga Santandereana de Fútbol se pensó en conformar un seleccionado local de fútbol bumangués para programar una serie de encuentros gratuitos contra equipos de otras regiones vecinas como Barrancabermeja, El Socorro, San Gil, Piedecuesta, Pamplona, Ocaña y Cúcuta, cuya base fuera "El Pielroja", ganador del campeonato local. Los directivos de ese club invitaron a Rafael Chaberman a asesorarlos en el proceso de formación del equipo profesional. Chaberman, quien hacía poco estaba radicado en la ciudad, fue ubicado en el Café Centenario y procedió a darles una conferencia en el Hotel New York sobre el tema, lo que conduciría al año siguiente a la fundación del club.
La primera reunión para la fundación del equipo fue convocada a través de prensa y radio local y se llevó a cabo en el consultorio del Dr. Elías Solano, pues a la Liga Santandereana de Fútbol como entidad netamente amateur, le estaba restringido por sus estatutos patrocinar o fomentar en forma oficial el fútbol profesional. En esta asamblea, se eligió una junta directiva promotora la cual se conformó con Elías Solano en calidad de presidente, y como directivos, Rafael Chaberman, Vicente Díaz, Miguel González, Juan B. Silva en calidad de Tesorero, Manuel José Puyana, Eduardo Villa, Jorge Reyes Puyana, José Vicente Niño Gustavo Mantilla, Rafael Pérez, Elías Solano, Enrique Orduz y Luis Fernando Sanmiguel. La primera reunión accionaria se realizó el 25 de febrero de 1949 con un aporte de 30.000 pesos que fueron convertidos en acciones.
El 11 de mayo de 1949 con Néstor Arenas como gerente, Juan Silva, tesorero; Alfonso Navas, Juan José Puyana, José Vicente Niño, Rafael Chaberman, Vicente Díaz, Calixto Díaz, Elías Solano, José Manuel Serrano, Mario Silva Valderrama, Gustavo Liévano y Guillermo Montoya como principales accionistas y con un capital de $30.000 se inscribió la escritura pública No 1132 constituyéndose la sociedad Club Atlético Bucaramanga S.A en la Notaría Primera de Bucaramanga, siendo notario el aporte de Jorge Arenas Buenahora.
La Dimayor aceptó la inscripción provisional, pendiente de ratificación en el Consejo en pleno del organismo, dependiendo del cumplimiento de los requerimientos administrativos y del resultado de un partido de fogueo que se programó en el Estadio Alfonso López contra el Once Deportivo de Manizales; encuentro que ganó el Atlético Bucaramanga. Finalmente la Dimayor comunicó la aprobación de la solicitud de afiliación en forma definitiva asegurando la participación en el Torneo de 1949.
El origen del Atlético Bucaramanga se remonta a su fundación en 1949, aunque su establecimiento como entidad legalmente constituida tuvo lugar el día 14 de agosto de 1958, a las 6 p. m., en las instalaciones de la entonces Compañía Colombiana de Seguros. En esta fecha crucial, la entidad deportiva vio la luz y adoptó oficialmente su identidad como Club Atlético Bucaramanga - Corporación Deportiva..
En el transcurso de esta asamblea, se procedió a la aprobación de los estatutos fundamentales que regirían el funcionamiento y propósitos de la organización. Fue en este contexto donde se sentaron las bases jurídicas y normativas que guiarían el accionar de la institución. Posteriormente, el reconocimiento legal y la otorgación de personería jurídica fueron oficializados por el Ministerio de Justicia el 13 de octubre de 1958, consolidando así la existencia legal y el estatus institucional del Club Atlético Bucaramanga - Corporación Deportiva conforme a las disposiciones legales pertinentes..
La lista completa de socios fundadores es la siguiente:  Néstor Arenas, Gil Rey Osorio, Juan B Silva, José Vicente Niño, Rafael Becerra, Alfonso Navas, Alfredo Varela, Abelardo Cardona, Vicente Díaz, Calixto Díaz, Rafael Chaberman, Luis González, Alfonso Villa, Jorge Reyes Puyana, Simón Santander, Gustavo Puyana, Manuel José Puyana, Luis Emilio Arenas, Ramón Zarate, Arnulfo Pérez, Holguer Clausen, José Gómez, Eduardo Quintero, Gustavo Liévano, Ángel Vargas, Antonio Amaya, Julio Gutiérrez, Guillermo Uribe, Armando Puyana, Manuel Peña, Alfonso Duque, Guillermo Melo, Alirio Ramírez, José Hernández, Luis Carlos González, Alberto Liévano, Darío Escobar, Luis Miguel Parra, Luis Sánchez, Nepomuceno Cartagena, Víctor Paillie, Enrique Paillie, Ciro Ríos Nieto, Enrique Orduz, Octavio Pacheco, Jorge Enrique Cote, Luis Cruz, Elías Solano, Francisco Bueno, Galo Lafaurie, Herman Alarcón, Mario Lozano, Gonzalo Trillos, Mario Silva, Guillermo Hernández, Luis Ospina, Juan Pabón, Domingo Trillos, Eugenio Santos, Carlos A. Vélez, Gerardo Silva, Carlos Wills, Cecilio Nassar, Rafael Pérez, José Manuel Serrano, Gustavo Serrano, Saúl Díaz, Bernardo Pinzón, Hernando Suárez Mantilla.

### Primeras nóminas
Con la fundación de la institución, se empezó la conformación del equipo de fútbol, situación en la que fue determinante el aporte que hicieron dirigentes locales como Vicente Díaz Romero, presidente del Club Gran Colombia, Luis Alba Pinilla del Club Once Amigos, Antonio Duran del Club Girardot, Jorge Barba Molina del club Libertad Concordia y Simón Santander del club Pielroja.
Inicialmente, a la institución se vincularon jugadores oriundos de las ciudades de Bucaramanga y Barrancabermeja, a los cuales se unieron otros traídos de Barranquilla. Estos seleccionados para integrar el primer representativo profesional tenían un historial en el fútbol amateur, incluso algunos habían competido en olimpiadas nacionales, integrando la Selección regional. Entre ellos estaban Los hermanos "Pachingo" Guerrero, Francisco, Juan y Jorge, jugaron para el Atlético Bucaramanga. Francisco se desempeñó como centro medio durante el torneo del 50. Por su parte, Juan ocupó la posición de punta izquierda, mientras que Jorge jugó como interior derecho. Los tres hermanos tuvieron una extensa y fructífera carrera en el equipo.
Adicional, del Girardot, llegaron Carlos "Flaco" Mutis y Andrés Ramírez, centro delantero goleador y cuyas características fueron su velocidad.
Pedro Pinto (arquero), "Chino" Luis (puntero derecho), Luis "Pintao" Pinto y Samuel Otero (centros medios) y Francisco "Pacho" Bohórquez (centro delantero). Francisco "Chico" Bustamante en calidad de  defensa central, Arturo "Chancharito" Cárdenas, medio derecho, muy técnico y gran recuperador del balón en la mitad del campo. Alfonso "Chori" Salcedo, interior derecho, habilidoso gambeteador y talentoso pasador del balón, Arturo "Palomo" Palomino, puntero derecho, de pique veloz y centros oportunos al área. También, el puntero izquierdo, Manuel "Mono" López Santodomingo, muy hábil y técnico y Marco Vinicio Gómez, puntero veloz y goleador. En esa primera plantilla también estaban el portero Alfonso “Chichimoco” Carvajal; Lucas Martínez, “Jesucristo” Prada y el “Perro” Castillo, defensores; “El Loco” Ruiz, Noel Martínez, “Alambre” Carvajal, “Guarapo” Mendoza, Manuel López, “El Chino” Luis Becerra y Evelio Sierra, todos ellos dirigidos por el desaparecido Francisco “Pacho” Carvajal, exjugador de Millonarios y quien ya había dirigido a la selección santandereana en los V Juegos Deportivos Nacionales
Para su primer partido profesional 1 de mayo de 1949, frente al Deportivo Cali, el resultado terminó en derrota para el Bucaramanga por un marcador de 1-5. Los goles del Deportivo Cali llegaron por intermedio de Liborio Guzmán 8", Luis Salazar 24", Alcibíades Paz 45", Emiro Olave 76", Luis Salazar 80” y descontó Alfonso Salcedo en el minuto 87". Ese sería el primer gol del Atlético Bucaramanga en el Profesionalismo colombiano.
Director Técnico Bucaramanga
- Carvajal Francisco

Alineación Bucaramanga
- ARQ Arbeláez Humberto
- DEF Martínez Lucas
- DEF Otero Samuel
- VOL Cárdenas Arturo
- VOL Martínez Noel
- VOL Castillo Juan Francisco
- DEL Salcedo Alfonso 87"
- DEL Rodríguez Carlos
- DEL Gómez Marcos Benicio 45"
- DEL López Manuel
- DEL Palomino Arturo 80"

Cambios
- [DEF] De La Cruz Guerrero Jorge 45"
- [VOL] Carvajal Roberto Alfonso 80"

La primera victoria en la historia del equipo, fue en el Estadio Alfonso López contra el desaparecido Boca Juniors de Cali el 19 de junio de 1949 por 2-1.
Los primeros cuatro jugadores argentinos fueron conocidos como Los cuatro mosqueteros. Antonio “toto” Bernasconi (medio), Norberto Juan Peluffo (centro medio) y Aristóbulo Deambrosi (puntero derecho) y José Cayetano Fraccione portero apodado como “El Pez Volador”, dada su gran habilidad para volar de palo a palo, marcaron una época y abrieron el camino para que una larga lista de nombres de las más variadas nacionalidades se inscribieron en el historial del cuadro búcaro.
Tras ellos llegó una expedición gaucha conformada por Felipe “Judío” Stemberg, Raúl Roque “El Colorado” Dimarco, Carlos Alberto Gambina, Miguel Ángel Zazzini, Nicolás Gianastasio, Enrique Pesarini, Julio Cesar Asciolo y Aristóbulo De Ambrosi, quien hizo las veces de técnico. Complementaron el plantel los peruanos Enrique Augurto y José Cardoza y el costarricense Carlos Alberto Umaña. Poco después llegaría su compatriota José Joaquín “El Quincho” Quiroz, considerado uno de los mejores delanteros de la época y quizás de la historia “leoparda”, todo un verdadero acróbata del gol; ejecutor de espectaculares goles de chilena de inolvidable recordación para los aficionados de mitad de siglo.

### Década 1950 - 1960
El 4 de marzo de 1950 en el partido Boca Juniors 1 - Bucaramanga 3, José Cayetano Frascione se convierte en el primer arquero del profesionalismo en detener dos penales a los delanteros Alejandrino Genes y Juan B. Villalba de Boca Juniors.
El 18 de junio de 1950 ocurrió el primer resultado memorable en la historia del equipo, pues el Atlético goleó al Deportivo Cali en su propia cancha del Estadio Pascual Guerrero por marcador de 5-1. Ese día el Atlético formó con Fracsione, Bustamante y Cardoza; Bernasconi, Peluffo y Cárdenas; Guerrero, Dimarco, García, Terranova y Palomino. Aunque Cali empezó ganando, a los 18 minutos Terranova empató el partido después de una gran combinación que puso a las tribunas en pie y el Leopardo se adueñó del campo hasta finalizar el primer tiempo con empate en el marcador.
En el segundo tiempo el Atlético dominó a su antojo marcando cuatro goles por intermedio de Palomino que anotó dos, uno Terranova y otro Dimarco.,
En el año de 1951 el equipo figuró en los primeros lugares de la tabla de posiciones durante la primera vuelta del torneo profesional y realizó su primera gira internacional en la isla de Curazao. Desde los inicios del campeonato hubo simpatía de la afición por el equipo y era habitual la asistencia de público al Estadio Alfonso López. Pronto se hizo popular el estribillo compuesto por el estudiante santanderino, natural de Barrancabermeja, Elmer Pinilla Galvis y que con aire de porro atronaba los aires desde la cornetas instaladas en el Alfonso López los días de partido:  "Grandes partidos tenemos los domingos con Bernasconi, Peluffo y Juan Pachingo. Ningún avance se queda en el camino cuando combinan Dimarco y Palomino. Bucaramanga tu hinchada contigo está contenta".
Sin embargo, el escaso aforo del Alfonso López junto con los altos costos de funcionamiento, contribuyeron a disminuir la rentabilidad en el manejo administrativo del Atlético. El costo ínfimo de las entradas, sol a 2 pesos y sombra, que en ese entonces era una tribuna de madera y tenía una capacidad para albergar solo a cuatrocientas personas, a 4 pesos hacía que las taquillas más fructíferas no pasaran de 2500 pesos. Cuando el equipo jugaba de visitante recibía 1500 pesos, por lo que con estas exiguas entradas y a pesar de las ayudas de la Alcaldía Municipal que con la sana intención de ayudar condonaba impuestos, la tesorería del club se veía en aprietos para cancelar sueldos, pagar premios, participaciones a la Dimayor, pasajes y otros gastos menores.
En 1952 se presentó una grave crisis económica en la cual el club tuvo que reestructurar la Junta Directiva y por pocos meses se cambió el nombre a Deportivo Bucaramanga. Para solucionar la crisis a los directivos se les ocurrió rifar un carro inglés marca Vanguardia, el cual tenía un valor comercial de $5.000. A pesar de que la boleta tenía el cómodo precio de 3 pesos cada una, la gran mayoría no se vendió y precisamente la premiada fue adquirida por una aficionado de la ciudad de San Gil, de apellido Santoyo.

#### El desastroso equipo de 1953
Las dificultades económicas profundizadas por la fracasada rifa de 1952 derivó en la catástrofe de 1953, año en que el equipo dirigido por Norberto Peluffo fue ultimó y disputó sólo la primera vuelta y el primer partido de la segunda, retirándose del torneo dejando un récord nada envidiable pues se perdieron todos los partidos jugados este año, unos en la cancha y el resto por abandono del campeonato por marcador de 1-0 en contra. El balance incluyó además 11 goles a favor y 45 en contra. Antes de retirarse había completado 27 fechas sin ganar, 15 en 1952, 12 jugados en 1953 y 10 perdidos por reglamento, para un total de 37 partidos.
Regresa a la Primera División en 1956 y termina décimo, pero hace una destacada participación en la Copa Colombia 1956-57 en la que, tras empatar en puntos con el Deportivo Independiente Medellín en el liderato del hexagonal o Vuelta Final, se habría de hacer un desempate entre los dos equipos por la disputa del título; sin embargo, ni la DIMAYOR, ni ninguno de los dos equipos, ni nadie concertó la organización de esa Final a partido único, por lo que la competencia terminó abandonada.
En 1957 es noveno pero se va organizando un gran equipo para la siguiente temporada. El técnico era Norberto Peluffo y dispuso de los siguientes jugadores; Herman “Cuca” Aceros, Emilio “Milo” Alzate, Enrique Augusto, Ezequiel Ávila, Eugenio Casalli, Vicente Diniro, Eusebio Escobar, Agustín Esteban, Omar Vicente Gamboni, Héctor Girón, Jaime Hernández, Roberto Pablo Janiot, Felipe Marino, José Américo Montanini, Ferney Salazar, Oscar Sapia, Alejandro Sinisterra, Álvaro “Pipa” Solarte, Víctor Suárez, Miguel Ángel Zazzini. Perdió toda posibilidad de título al caer con Deportivo Manizales por 6-4, terminó tercero.
En 1958, el cuadro búcaro realizó una gran campaña, terminando tercero con 44 puntos, detrás de Santa Fe y Millonarios. En ese torneo José Américo Montanini, máximo artillero leopardo en toda la historia del club, anotó 5 goles en un partido. Fue la tarde del 21 de diciembre de 1958 cuando el Bucaramanga venció al Tolima por 6-2. José Américo Montanini fue el goleador del campeonato de 1958 con 36 anotaciones.
En esta década se recuerdan jugadores de buenas condiciones como Norberto Juan Peluffo, Aristóbulo Deambrosi, Antonio Bernasconi, José Cayetano Fracsione, José Joaquín "El Quincho" Quiroz, Felipe Stemberg, Raúl Roque Dimarco, Enrique Augurto, Miguel Ángel Zazzini, Nicolás Giannastasio, Carlos Alberto Gambina, Enrique Pessarini, Vicente Diniro, Eugenio Casalli, Oscar Horacio Sapia, José Américo Montanini, Roberto Pablo Janiot, José Luis Lanza, Felipe Marino, Omar Ives Ayala, Roberto Marini y Roque Mercury entre otros.

#### Aquel 60
En 1960 cumplió el cuadro “Leopardo” una de las mejores campañas de historia. El 26 de mayo en el clásico del oriente colombiano el Bucaramanga venció en el Estadio General Santander al Cúcuta Deportivo por 1-5. El 24 de julio en partido celebrado en la “Ciudad de los parques” nuevamente el Bucaramanga goleó al Cúcuta por 6-0.
El juego más enigmático y polémico de la historia del equipo ha sido aquel de finales de la temporada de 1960. Restaban tres encuentros para culminar el torneo y el atlético se encontraba a un solo punto de su contendor Santa Fe, por lo que se generó gran exceptiva por el choque entre Cardenales y Búcaros. Una caravana de buses partió desde el día anterior al encuentro pues en aquella época los autobuses gastaban 16 horas de viaje desde Bucaramanga hasta Bogotá. Muchos aficionados entusiastas daban por descontada la victoria del Atlético pero al final el 6 de noviembre de 1960 ocurrió la decepcionante derrota frente a Santafé por 5 a 1 y el equipo quedó relegado al tercer lugar.
Varias conjeturas se han tejido sobre lo que pasó ese día, incluso por parte de los mismos protagonistas; como por ejemplo la de que el equipo se vio afectado por el viaje con cuatro días de anticipación al juego, factor que no fue suficiente para adaptarse a la altura capitalina. No obstante, la explicación que parece tener más validez, según los propios jugadores, es la falta de una estricta disciplina por parte del técnico Juan “El Andarín” Barbieri. Todos daban cuenta de la gran afición de este por el juego de cartas, práctica que según versiones acompañó al plantel durante las frías noches y madrugadas capitalinas; incluso para completar, cuentan que Barbieri se presentó al Campin sólo diez minutos antes de empezar el partido, ya que se encontraba en el hipódromo apostando a las carreras y al parecer sobre la hora apostó en contra del Bucaramanga y que la alineación fue improvisada por los propios jugadores.
Eugenio Casali en entrevista para el periódico El Tiempo resumió la situación de la siguiente manera "La verdad es que Santa Fe jugó muy bien y nosotros, por el contrario, lo hicimos no muy mal, sino pésimamente. Somos los primeros sorprendidos e inconformes, pues el equipo estuvo muy por debajo de su rendimiento habitual". El director técnico del Atlético Juan “El Andarín” Barbieri no pudo ser ubicado por los periodistas del citado periódico para ser entrevistado pese a que lo llamaron en forma insistente al Hotel Regis como quedó registrado en la crónica de la época.
Dos días después una manifestación de hinchas enardecidos, cegados por el alcohol e incitados por la prensa deportiva de la época, se reunió en el sitio conocido como el "mesón de los Búcaros" y marchó hacia el Hotel Bucarica, lugar donde se alojaba Barbieri para lincharlo. El "Andarín" se salvó porque el equipo pernoctó en San Gil por desperfectos del bus en el que se transportaba. Al día siguiente, regresó a la ciudad para retirar del hotel una maleta negra de su propiedad y partir con rumbo desconocido. Muchos años después se supo de su fallecimiento en Centroamérica en un tiroteo relacionado con el narcotráfico.
El equipo de 1960, considerado el mejor de la historia, alineaba así: Berto; Scrimaglia y Marini; Casalli, Roberto Pablo Janiot y Solórzano; Marcos Coll, José Américo Montanini, Giarrizo, Otero y Germán “Cuca” Aceros. Cuca Aceros surgió en el barrio Modelo, se consolidó en la temporada del 60 y aún es considerado el mejor jugador santandereano de todos los tiempos.

### Década 1960 - 1970
El mejor puesto durante la década fue el sexto lugar alcanzado en 1961, pues terminó séptimo en 1962, décimo en 1963, último en 1964, noveno en 1965, undécimo en 1966, décimo segundo en 1967, noveno en 1968 y décimo en 1969. Fue una década de media tabla hacia abajo sin grandes logros. Aunque siempre tuvo buenos jugadores no pudo conformar un equipo competitivo y sólido.
En 1965 logró seis victorias en línea (Deportivo Cali, Independiente Santa Fe, Deportivo Independiente Medellín, Deportes Tolima, Deportes Quindío y Cúcuta Deportivo) pero al final terminó noveno del campeonato.
En 1966 se vinculó Crescencio Rojas un volante Paraguayo procedente de Sport juventud de buen rendimiento. Al año siguiente llegó otro paraguayo, Reynaldo González quien había jugado en su país, Ecuador, Bolivia y Perú. González era un jugador de físico privilegiado, potente, de buen cabezazo y goleador. Así lo demuestran los 26 goles en 55 partidos que anotó con el "leopardo".
En esta época se destacaron, entre otros, Omar Lorenzo Devanni, Ricardo Campana, Abraham González, Bibiano Zapirain, Misael “Papo” Flórez, Horacio Di Loreto, José Giampietro, Leónidas Hurtado, Hugo Alejandro Scrimaglia, José Carrillo, Álvaro “Champión” Suárez, Ernesto Berto, Perfecto Rodríguez, Lácides Otero, José Giarrizo, Eustaquio Claros, Guillermo Arredondo, José Américo Castromán, Juan Andrés Tejera, José Vigo, Cleto Castillo, Juan Carlos Sierra, José Salas, Luis Antonio Garma, Víctor Homero Guaglianone, José Galeano, Adolfo Riquelme, Walter Sossa y Reynaldo González junto a importantes jugadores de la región como Carlos “carloman” Ávila, Germán “remache” Garcés, Jorge Lastra, Pedro “paquete” Riveras, Gilberto “burro” Centeno e Ignacio “centavo” Pacheco, Senén Porras, el arquero Ramiro Joya, Álvaro “Champion” Suárez, Alfonso “zaeta” Maldonado, Arturo “bucarica Carrero”, Robinson Puentes y Telmo Almendrales.[cita requerida]

#### El penal que nunca se cobró
El 22 de mayo del campeonato de 1966 en un partido Santa Fe vs Bucaramanga, el juez Edgar Barona pitó un penal a favor de Santa Fe luego de que la pelota hubiera pasado la raya final al ser desviada por el jugador del Bucaramanga Jorge Lastra. Unos decían que hubo mano y otros que no. Lastra manifestó que el balón le había golpeado en el cuello y no en la mano. A pesar de que el juez de línea determinará inicialmente tiro de esquina, Barona se mantuvo en esa última decisión, la cual no fue aceptada por los jugadores del Bucaramanga. Por orden del técnico Soto Vergara todos los leopardos se hicieron dentro del arco defendido por Riquelme imposibilitando el cobro. Vinieron las discusiones y exactamente a los quince minutos, el árbitro pitó, indicando que finalizaba el partido. Surgieron de inmediato los protestas de los jugadores de Santa Fe, al sentirse perjudicados con el resultado y se reanudaron los parlamentos acalorados, con participación no solo de jugadores, sino igualmente de entrenadores y dirigentes de ambos clubes.
La policía fue llamada por Barona cuando el problema estaba avanzado. Pero no le dio instrucción alguna en respaldo de cualquier decisión suya. El público permaneció en sus puestos exigiendo a gritos la continuación del espectáculo, del cual solo iban 50 de los 90 minutos. En varias oportunidades el árbitro Barona quiso abandonar la cancha, pero el público no se lo permitió. Al final, Barona dio por terminado el partido y salió silbado dentro de una radiopatrulla. La Dimayor dispuso dar como ganador al Santa Fe por marcador de 1-0.

### Década 1970 - 1980

#### La desaparición
En 1970 terminó décimo. Era tan difícil tal situación económica que fue necesario crear un equipo filial en Cartagena para no perder la ficha. Esto dio origen al Real Cartagena en 1971, equipo al que fueron a jugar la mayoría de los jugadores del Atlético y al cual se le prestaron los colores auriverde.
En 1972, tras jugar los primeros meses del torneo en Cartagena, pero nuevamente con el nombre de Atlético Bucaramanga, retornó al Estadio Alfonso López ocupando el penúltimo puesto.
En 1973 llegó a la junta directiva Gustavo Adolfo Torres Ángel, quien ayudó en el proceso de recuperación económica del club, pues la situación había llegado a ser tan crítica que fue necesario contar con ayuda de la Cruz Roja solicitando donaciones para mantener la existencia del equipo.
El 18 de junio de 1973, en un partido en el que atajó Roberto Riquelme, ocurrió la derrota 1-8 ante Cúcuta Deportivo. Ese año además quedó eliminado de las finales ocupando el puesto 11.

#### Enfrentando a Eusebio y a Maradona
Los malos resultados continuaron y en 1974 terminó en el puesto 10 pero al final fue un buen año pues se pudo realizar una gira por Venezuela jugando un cuadrangular en Caracas contra el Sporting Cristal de Perú, Caracas F.C y el Beira Mar de Portugal, equipo en el que jugaba Eusebio, la pantera negra de Mozambique y además se jugó en Valera contra Estudiantes de Mérida y se colaboró en el proceso de fundación del Deportivo Táchira facilitando al director técnico Adolfo Riquelme, el preparador físico Antonio Mejía y cuatro jugadores más. Ese año también se realizó una gira por Costa Rica y Panamá.
En 1975, luego de la venta de Roberto Riquelme a Millonarios se pudo conformar un formidable equipo y el Atlético reverdeció viejos laureles clasificando al hexagonal final y ganando el Grupo A del torneo finalización. Al final terminó cuarto tras Independiente Santa Fe, Millonarios y Deportivo Cali luego de ganar solo dos partidos.
En 1976 nuevamente quedó eliminado de las finales terminando en el octavo lugar.
En 1977 el argentino Ricardo Pegnotti llevó nuevamente al equipo a la fase definitiva, pero que el equipo, aunque integrado por una nómina brillante tuvo una participación irregular en el hexagonal terminando último tras ganar solo dos partidos. El rendimiento del equipo permitió que el público asistiera masivamente al estadio. El técnico era el uruguayo Víctor Pignanelly, exjugador del Cúcuta Deportivo y de la América de Cali, quien condujo al equipo a la primera serie final. En esa nómina brilló el santandereano, Misael “Papo” Flórez.
Se recuerda ese año la racha de 10 empates en línea entre el 1 de mayo y el 12 de junio y que a la fecha se mantiene como récord del campeonato..
En se jugó en el Estadio Alfonso López un partido amistoso entre Asociación Atlética Argentinos Juniors y el Atlético Bucaramanga que terminó empatado a un gol. Los goles fueron conseguidos por Diego Armando Maradona quien adelantó a la visita en el marcador y posteriormente empató por el "Leopardo" Jorge Ariza.
En 1978, 1979 y 1980 no clasificó a las finales, ocupando los puestos 10, 11 y 14 respectivamente.
En esta década se recuerdan jugadores de buenas condiciones como Julio César Berrueta, Atanasio Centurión, Enrique Fernández, Julián Martínez, Juan B. Quintero, Carlos Miguel Dizz, Wilson Barata “Pipico”, Marcial Campuzano, Carlos Samboní, Jorge Ramón Cáceres, Félix Martínez, Artemio Villanueva, Roberto Alirio Frascuelli, Alfredo Arango, Eduardo Gillio Carrasco, Gabriel Hernández, Alfonso Cañón, Eduardo Emilio Vilarete Fernández, Fernando “Bombillo” Castro, Carlos Ávila, Osmar Abel Miguelucci, Ángel Manuel Silva, Agustín Balbuena, Dante Mírcoli, Miguel Augusto Prince, Héctor Mario Lamberti, Omar Valentín Bargas, Rafael Agudelo, Roberto Di Plácido,  Jorge Ramírez, Humberto Mendoza, Alejandro Juan Onnis, Álvaro Santamaría, Néstor Sanjuán, Eusebio Vera Lima, Farid Perchi, Pedro Ardila, Carlos Gaviria, Gilberto Centeno, Plutarco Bolaños, Venancio Zelaya, Nelson Riveros, Jorge Enrique Triana.

### Década 1980 - 1990
En 1981, Reynaldo Rueda Castañeda y un grupo de amigos provenientes de empresas transportadoras de la región se ocuparon de la tarea de salvar el equipo pero la intención no salió como se esperaba. La idea de fusionar la escuela futbolística de los brasileños con jugadores nacionales, tales como: Francisco “Pacho” Maturana, Diego Edison Umaña, Ramiro Viáfara y los argentinos Rubén Horacio Carra, Jorge Néstor Kaliszúk no dio los frutos deseados. Un directivo, Carlos Reina, viajó a Río de Janeiro y a su regreso, trajo consigo al entrenador: Carlos Gainete y a los jugadores: Roberto Lettiere, Francisco Carlos Jardim y Romairo Silveira Lima de infausto recuerdo para la hinchada.

#### La tragedia del 11 de octubre de 1981
El 11 de octubre de 1981 ocurrió en el Estadio Alfonso López durante el partido contra Atlético Junior, un trágico acontecimiento: La policía y el ejército contuvieron a balazos el desbordamiento del público. Hay muchas versiones sobre el hecho detonante, causante de este triste episodio. Algunos culpan a las erradas decisiones del árbitro Eduardo Peña Bernal, otros a las excesivas provocaciones de algunos medios y otros a la actitud de fanáticos enceguecidos por el exceso de licor en la tribunas y al sobrecupo del Estadio Alfonso López esa tarde. Sin embargo aún son muchos quienes atribuyen el hecho a la brutalidad de la fuerza pública.
El resultado de aquella trágica tarde dominical fueron 4 muertos y 29 heridos.  Ese día, el Atlético que fue dirigido por Roberto Pablo Janiot perdió 1-2 y quedó eliminado de las finales formó con Roberto Vasco, Gilberto "Comanche"  Salgado, Francisco Maturana, Wilman Conde, Fernando "Bombillo" Castro, Juan Alejandro Onnis, Roberto Frascuelli, Diego Edison Umaña, Juan Carlos Díaz, Edgardo Luis Paruzzo y Sergio Saturno.
En 1982, llegó procedente del Club Atlético Los Andes de Argentina, Juan Carlos Díaz y Miguel Oswaldo González, argentinos recordados por su extraordinario rendimiento con la camiseta del "leopardo" y quienes estuvieron varias temporadas con la institución. Ese mismo año, González fue el goleador del campeonato.

#### Un partido amistoso poco amistoso
El 2 de marzo de 1983 se jugó en el Estadio Alfonso López un partido amistoso entre el Atlético Bucaramanga y San Lorenzo de Almagro que culminó con resultado de 2-2. El primer tiempo había concluido empatado sin goles y todas las emociones de esa noche, ocurrieron en el segundo tiempo: cuatro goles y cinco expulsiones, 3 para San Lorenzo (Navarro y Coudanes al minuto 2 y Rinaldi al 42), por agresión a un contrario, y dos para el Atlético Bucaramanga (Onnis y el director técnico Montanini), luego de una bronca generalizada ocasionada por la agresión del argentino Rinaldi a su paisano Onnis del Bucaramanga. El árbitro Gilberto Aristizábal dio por terminado el encuentro al minuto 42 del segundo tiempo luego de que los argentinos decidieran retirarse del campo, en medio de la silbatina de los 8000 aficionados que asistieron al estadio esa noche.

#### Una huelga y una goleada
El 29 de mayo de 1983 se jugó otro partido amistoso, esta vez contra el Internacional de Porto Alegre, que se encontraba de gira por Colombia, perdiendo 1-4 en el Estadio Alfonso López en un partido improvisado en el que no estuvieron presentes la mayor parte de los titulares leopardos, incluidos los argentinos Alejandro Onnis, Juan Carlos Díaz, Carlos Enrique Landaburo y Miguel Oswaldo González quienes se encontraban en paro por el incumplimiento salarial del club. Con la dirección arbitral de Armando Pérez, los equipos formaron así: Bucaramanga con Suárez (Duarte), Ceballos (Hernández), Viloria (Ardila), Mendoza, Churio, Faillace, Salazar, Méndez, Granados, Osma y Ferrer (Alarcón). Internacional con Benítez, Edevaldo, Mauro Pastor (Daio), Beretta, André Luís, Mauro Galvão, Renê (Gerson), Rubén Paz (Borracha), Silvio, Geraldão y Silvinho.

#### El formidable equipo de 1984
Para 1984, cuando incluso estaba en entredicho la participación en el torneo, el industrial santandereano Carlos Ardila Lülle, apoyó la presencia del equipo en la temporada. Cuando menos se esperaba, por las dificultades económicas, Herman “Cuca” Aceros, cumplió una gran campaña llevando a la institución al octagonal final. Ese era un equipo muy fuerte en el Estadio Alfonso López, condición que mantuvo durante el octagonal, al tiempo que los resultados que habían sido esquivos de visitante durante el año, empezaron también a darse en esa fase final, pues el Atlético había vencido al Atlético Nacional en el Estadio Atanasio Girardot por 2-0 y había obtenido sendos empates en Santa Marta y Barranquilla; por lo que hasta la fecha 10 el equipo iba tercero a 2 puntos de América de Cali y 1,25 de Millonarios, equipo este último al que enfrentó en la fecha 11 el 5 de diciembre perdiendo 1-2 en Bogotá en un disputado partido en el que al minuto 3 del primer tiempo el Atlético perdía ya 1-0 por un penal que el juez uruguayo Juan Daniel Cardellino en uno de los peores arbitrajes de su vida, como reseñó el periódico El Tiempo al día siguiente, sancionó tras una falta inexistente de Luis Landaburu sobre Acisclo Córdoba. A pesar de eso a veces jugando hasta con 7 delanteros el Atlético consiguió el empate transitorio. Tras el 2-1 a favor de Millonarios vino el desconocimiento del que sería el empate 2-2, tras un cabezazo de Alexander Churio que Miguel Prince rechazó luego de que el balón había traspasado la raya de gol y que el árbitro uruguayo Juan Daniel Cardellino ni sus auxiliares vieron.,, Al final, el árbitro uruguayo le perdonó la expulsión a Oscar Muñoz por una falta grave y a Luis Landaburu quien enloquecido por la derrota continuamente le gritaba que tenía la conciencia sucia, hecho este último confirmado por el propio Landaburu en una entrevista radial en diciembre de 2012.
Los partidos posteriores, un empate ante Unión Magdalena y derrota ante América de Cali, ambos en el Estadio Alfonso López lo dejaron eliminado de toda opción y al final la derrota de visitante 2-3 ante el Independiente Medellín ubicó al equipo en el sexto lugar.
Se recuerda en este equipo a los colombianos Luis Fernando "Chonto" Herrera, Alex Churio, Américo Quiñonez, Oscar Muñoz, Janio Cabezas, Orlando Maturana y Alfredo Ferrer. Los extranjeros, todos argentinos, eran Luis Alberto Landaburu, José Gerardo Galván, Juan Carlos Díaz, Héctor Ramón Sossa y Miguel Oswaldo González.
En ese mismo año de 1984, el 20 de junio, con el propósito de realizar el homenaje de despedida del fútbol a un grande, Misael "Papo" Flórez se realizó un encuentro amistoso en el Estadio Alfonso López entre Atlético Bucaramanga y la selección Colombia de mayores dirigida por Efraín "Caimán" Sánchez que se preparaba para las eliminatorias al campeonato mundial de México 1986 y que tuvo esa noche en la cancha a Carlos Valderrama, Willington Ortiz y Arnoldo Iguaran entre otros. El resultado final, 3-0 a favor de un "Leopardo" aguerrido, incisivo, veloz, sin pausa hacia el ataque y con un altísimo sentido de juego colectivo dejó en ese momento serias dudas acerca del futuro de la selección. Los goles fueron anotados en el primer tiempo por Juan Carlos Díaz al minuto 3 y luego por Alfredo Ferrer al minuto 9 y al 43. Misael "Papo" Flórez jugó los primeros 25 minutos y se retiró en medio de la ovación de los diez mil aficionados que asistieron,.
En 1985 el club jugó un partido amistoso contra la selección juvenil de Colombia también en el Estadio Alfonso López que se preparaba para el campeonato mundial de la Unión Soviética, ganándole por marcador de 2-0.
En 1985 se conservó casi toda la nómina de 1984, con excepción de Juan Carlos "nene" Díaz y de Alfredo "pirata" Ferrer quienes fueron transferidos a Millonarios y reemplazados por Rubén Alfredo "gallego" Pérez y Guillermo Serrano. El equipo alcanzó a ubicarse séptimo en el octagonal de 1985 y sin opción alguna de disputar título, debió concentrar los esfuerzos de todos en colaborar para que Miguel Oswaldo González, quien estaba en competencia con Juan Gilberto Funes de Millonarios en el primer lugar de la tabla de artilleros; culminará goleador de ese campeonato. Funes y González estaban empatados con 33 goles en la última fecha del año, el 22 de diciembre de 1985. El partido en Bogotá había ya terminado, pero Bucaramanga seguía jugando porque un corte de luz de 20 minutos había retrasado la continuidad del encuentro con el DIM, que ganaba en ese momento 3-2 en el Alfonso López. Finalmente, los esfuerzos de un equipo desordenado que jugaba sin dirección técnica en ese momento (Alberto Forero había sido despedido hacía varias fechas), logró que el "negro" González pudiera anotar el definitivo 3-3 de esa noche, coronándose por segunda vez goleador del campeonato con 34 anotaciones.

#### El gol del "kilométrico" Reyes
El 11 de septiembre de 1985 Atlético Bucaramanga enfrentaba al Once Caldas en el Alfonso López, en un partido cerrado sin mayores opciones de gol. Guillermo Serrano recibió un pase de Zabulón Ruiz en el área del Caldas, eludió al arquero Munutti y entrando al área chica, pateó al arco. El árbitro Carlos Alberto "Kilométrico" Reyes, corrió hacia la mitad del campo validando el gol; pero la pelota no entró, pasó rozando el vertical y se fue más allá de la línea final. Las protestas de los jugadores del Once Caldas no se hicieron esperar, al tiempo que González colocaba la pelota en la mitad del campo. Luego de 15 minutos de protestas, se invalidó el gol y el partido se reanudó. Irónicamente, el mismo Serrano marcó un gol a un minuto del final, que Reyes en otra equivocación, anuló por fuera de lugar, dejando el resultado final 0-0.
Para 1986 se había desarmado casi por completo el equipo del 85, confiándose a juveniles santandereanos la responsabilidad de afrontar el torneo; lo que sumado al pobre desempeño de los jugadores argentinos que se contrataron, dio como resultado una temporada para olvidar. Lo único rescatable de ese torneo fue que Nelson "La Piraña" Díaz marcó el gol 2000.
En 1987, asumió la presidencia del club el político Tiberio Villareal Ramos, quien intentó armar un equipo con una nómina sobresaliente bajo la dirección de Víctor Pignanelly. Sin embargo, no se pudo clasificar al octagonal final al quedar en el noveno lugar empatado en puntos con el octavo, pero superado por mayor número de partidos ganados, que era el principal ítem de desempate en esa época.
1988 y 1989 fueron años en los que se desempeñaron pobres campañas, pero se dejaron sentadas las bases para la conformación del formidable equipo de 1990.
Se destaca por el florecimiento de nuevos talentos y la conformación de escuadras que dieron espectáculo y se ubicaron en sitios de privilegio en las estadísticas.
Se recuerda los años 1980 como la época más fecunda en la promoción de jugadores procedentes de las divisiones inferiores del Club.
Adalberto "Watussi" Lozano, Adolfo Holguín, Alexander Churio,  Aníbal Méndez, Alfredo Ferrer, Armando Osma, Hernando García, Eugenio Uribe, Oscar Upegui, José Luis García, Martín Peluffo, William Ruiz, Zabulón Ruiz, Miller Cuesta, Elías Correa, Ricardo García, Domingo Alarcón, Oscar Muñoz, Orlando Maturana, Jhon Freddy Van Stralhem, William Castro, Gregorio Espinel, Julio César Sarmiento, Miguel Balaguera, José Luis y Martín Balcucho fueron algunos de los jugadores que debutaron en el fútbol colombiano vistiendo la camiseta del Atlético.
Los Extranjeros más destacados de esta década se encuentran: Edgardo Luis Paruzzo, Sergio Saturno, Juan Carlos Díaz, Miguel Oswaldo González, Carlos Enrique Landaburu, Daniel Baglioni, Daniel Killer, José Gerardo Galván, Héctor Ramón Sossa, Luis Alberto Landaburu, José Luis Russo, Luis Darío Erramuspe, Rubén Alfredo Pérez, Erwin Romero, Luis Ernesto Sosa y Alfredo Oscar Rifourcat entre otros.

### Década 1990 - 2000

#### La era Tucho Ortiz
Para la temporada de 1990 asumió el técnico antioqueño Humberto “Tucho” Ortiz, quien ligó tres buenas campañas, sobre todo la inicial. Fue cuestionado porque no practicaba un fútbol vistoso, pero ese fue a la postre un equipo sensato y auténtico, que jugaba acomodando el libreto a las características de sus jugadores. El equipo inició el campeonato de 1990 quedando primero en la fase de pentagonales regionales, enfrentando posteriormente al Independiente Medellín y a América de Cali en la serie de triangulares. Para el torneo finalización se desarrolló una brillante campaña quedando tercero, lo cual le valió la bonificación que a la postre le permitió llegar al cuadrangular final al superar al Deportivo Cali y al Deportes Quindío. Se recuerda el gol de media cancha de Pedro Manuel Olalla que permitió la victoria sobre el Deportes Quindío por 2-1 en Armenia y que dio la clasificación al cuadrangular final enfrentando a América, Nacional y Santa Fe.
Todos los rivales sabían que jugaba al pelotazo, pero con el mismo estilo salía avante. Todos le apuntaban al mayor, y el mayor era la cabeza de “Kiko” Barrios; Polo, Ramoa, Rico, Villar, se la lanzaban para que este definiera o la bajara para concretar. Así de fácil, eso parecía, y con la misma fórmula fue tercero y se acercó por primera vez a la Copa Libertadores.
Era tal el poderío aéreo del "Leopardo", que el 28 de noviembre de 1990 cuando jugaron Santa Fe y Bucaramanga en el estadio "El Campín", en desarrollo del cuadrangular final; se dio un hecho curioso al presentarse el cobro de una falta desde el costado derecho de la cancha, cerca del área santafereña. Polo pateó la pelota al centro del área y Jesús "Kiko" Barrios saltó en medio de los centrales rojos acomodando la pelota en el fondo del arco, sin que el arquero Fernando Hernàndez pudiera hacer nada para evitarlo. Sin embargo, el árbitro John Jairo Toro no validó el gol, pues no había autorizado el cobro. Un minuto después, el árbitro pitó, Polo cobró, “Kiko” Barrios cabeceó y el balón volvió a caer exactamente en el mismo sitio del arco. Fue el 1-0 de un partido que concluyó 2-2.
Ese año, el equipo clasificó al cuadrangular final con dos goles de Pedro Manuel Olalla, uno de ellos de media cancha, al ganarle en un emotivo partido al Deportes Quindío en el Estadio Centenario de Armenia por 2-1. Al final terminó tercero en el cuadrangular, detrás de América de Cali y Atlético Nacional, equipo este último al que derrotó 1-0 el 16 de diciembre de 1990 en el Estadio Atanasio Girardot.
En la era de Humberto "Tucho" Ortiz, quien dirigió al equipo en 150 partidos de campeonato desde el 1 de abril de 1990 hasta el 25 de noviembre de 1992 se logró consolidar un equipo muy sólido que consiguió excelentes resultados, especialmente en el Estadio Alfonso López, escenario en donde alcanzó a acumular 40 partidos sin perder entre 1991 y 1992, llegando a acumular el máximo invicto de local entre todos los equipos de la Conmebol en ese momento. En 1992 dejó una marca histórica para la institución; 26 partidos invicto como local, permitiendo solo 9 goles en el Alfonso López. Durante todo el tiempo que estuvo al frente del equipo, jugó 75 partidos en el Estadio Alfonso López, de los cuales solo perdió 6.
Luego de tres exitosas temporadas con el equipo, Ortiz fue despedido por los dirigentes de la época, Eduardo Valdivieso Mantilla, Hernando Quijano Flórez, Jaime Ordóñez, Jaime Arenas Pérez, Alonso Lizarazo y el mayor accionista Tiberio Villarreal quienes lo reemplazaron por Norberto Peluffo para de cambiar el sistema del pelotazo por un fútbol más moderno y dinámico, lo que a la postre, llevó al equipo dirigido por Peluffo al primer descenso en 1994.

#### Primer descenso
En la temporada de 1994 el club desciende por primera vez al Torneo de ascenso, luego de ser último del campeonato, apenas a tres goles de diferencia del Cortuluá.
La tarde del descenso el escenario fue el Estadio Hernán Ramírez Villegas de Pereira y aunque el ‘Leopardo’ derrotó a los locales 1-0 con gol de Óscar Valencia (33’ s.t.), el resultado de nada sirvió, pues Cortuluá, que debía perder en su patio ante Millonarios, empató 1-1 y llegó a 38 unidades en la tabla de posiciones, igualando con el Bucaramanga, pero superando por diferencia de gol (-14 frente a -17).
De nada sirvieron los 20 goles que hizo el argentino Jorge Ramoa ese año (los mismos que logró el gran Arnoldo Iguarán con Millonarios) ni los 10 más que consiguió Jesús ‘Kiko’ Barrios, pues tres anotaciones de diferencia marcaron la suerte del Atlético, que se convirtió en el tercer equipo que descendió en el fútbol colombiano desde que se creó ese sistema, luego de Real Cartagena en 1992 y Deportes Tolima en 1993..
Esa campaña del Atlético terminó con 10 victorias, 18 empates y 18 derrotas; 52 goles a favor y 69 en contra, y la tristeza más grande que hasta ese momento vivía la hinchada amarilla. Pero el cambio de reglamentación que implementa el calendario colombiano igual al europeo (con campeón en el mes de junio), hizo que en 1995 se jugará un torneo nivelación, el cual permitió el regreso del Bucaramanga a la máxima categoría del fútbol colombiano en sólo cuatro meses, luego de coronarse campeón de la Primera B.

#### Campeón Primera B 1995
El equipo tuvo un excelente rendimiento durante el torneo logrando la clasificación a las finales. El hexagonal final lo disputó contra Alianza Llanos, Lanceros Boyacá, Unicosta, Real Cartagena y Cóndor, ganando 8 partidos, empatando uno y perdiendo solo el último por 1-2 frente a Alianza Llanos en Villavicencio, partido que fue enfrentado por la nómina alterna del "Leopardo".
El 25 de junio de 1995 con un ‘Alfonso López’ abarrotado por unas 9.000 personas, el Atlético Bucaramanga venció en la octava fecha 1-0 a Lanceros Boyacá con gol de Jesús ‘Kiko’ Barrios y logró la ventaja suficiente para asegurar el ascenso a la Primera División al quedar ganador de la Primera B en la temporada 1995 (23.00 puntos frente a los 15.50 de los boyacenses).
El equipo amarillo promediaba en esa octava fecha siete victorias, un empate, 10 goles a favor y ninguno en contra, lo suficiente para retornar a casa.
El Atlético Bucaramanga ganó el campeonato sin recibir ningún gol en contra en el Estadio Alfonso López y obtuvo nuevamente el derecho de jugar en la máxima categoría en el torneo siguiente (1995-96).
Este equipo lo integraron Guillermo Rodolfo Guarnieri, Arturo Reyes, José Fernando Salazar, Ricardo García, Miguel Montañez, Oscar Upegui, Juan Carlos Alarcón, Dumar Rueda, Néstor Salazar, Jairo Martínez, Jhon Alex Rodríguez, Jorge Ernesto Ramoa, Jairo "Tigre" Castillo, Vladimir Campo, Jesús "Kiko" Barrios, entre otros.
En ese torneo de 1995 Guillermo Rodolfo Guarnieri se convirtió en el arquero con el mayor número de minutos sin recibir gol en la historia del fútbol profesional colombiano, con 1122 minutos. Ese registro lo consiguió en el torneo del Ascenso durante 13 fechas, algo difícil de igualar.  Otros arqueros que en el campeonato colombiano han logrado menores invictos han sido: Otoniel Quintana, 1024 minutos en 1971 jugando para Millonarios, Julio César Falcioni 770 minutos en 1981 con el América de Cali, Roque Montalvo 755 minutos en 1972 con el Deportes Tolima y Pedro Antonio Zape 720 minutos en 1974 con el Deportivo Cali.

#### El subcampeonato
En la temporada 1996-97 el Atlético Bucaramanga ganó el Torneo Adecuación, superando al Deportes Quindío, al vencerlo en la serie final que inició en Bucaramanga con triunfo 2-1 a favor del Leopardo y culminó en empate a un gol en un dramático partido disputado en Armenia, el 14 de diciembre, en el que Bucaramanga logró el cupo a la final con gol de Orlando Ballesteros en el último minuto del partido, ya en tiempo de reposición. Diego Pizarro recibió la pelota en el borde del aérea de Deportes Quindío, antes de controlarla se dio el lujo de hacer la ‘veintiuna’ y después asistió a Gustavo Restrepo. Este último envió un centro medido que Miguel Montañez conectó de cabeza para enviarla al palo izquierdo de Aguirre; el portero logró desviar en una volada espectacular y haciendo honor a su ‘remoquete’, ‘El Fantasma’ Ballesteros apareció de la nada y de soberbio derechazo anotó el gol más importante en la historia del Atlético Bucaramanga.
Los trece hombres que silenciaron el estadio Centenario de Armenia fueron: José Castañeda, Gustavo ‘El Misil’ Restrepo, Miguel Montañez, Manuel Galarcio, Alfonso Romero, Álex Rodríguez, Manuel Martínez, Lucio España, Wilmar Moreno, Henry Vásquez, Orlando Ballesteros, Diego Pizarro y Nelson Gómez.
Ese Bucaramanga demostró ser capaz de sorprender cuando peor estaba jugando, pudo remontar marcadores y conseguir lo imposible. Así lo hizo en la temporada 1996-97 en la Copa Mustang luego de sorprendentes actuaciones memorables quedó vicecampeón y segundo en la misma temporada.
La gran final del año se disputó contra el vencedor del torneo apertura, América de Cali. La final favoreció al América luego de las derrotas bumanguesas 0-1 en casa y 2-0 de visita. La derrota en la final significó el subcampeonato y la clasificación para jugar la Copa Libertadores 1998.
El diseño del torneo era largo, con dos campeonatos para decidir tanto los cupos a la Copa Libertadores y Conmebol, como el campeón y subcampeón del fútbol colombiano.
Durante el primer torneo el desempeño del equipo fue intrascendente. Sin embargo, fue en el segundo semestre del año cuando el Atlético Bucaramanga mejoró su nivel y se convirtió en gran protagonista del evento.
El tramo final del campeonato estuvo lleno de emociones. En el último encuentro, estaba por definirse el equipo que iría a un enfrentamiento con el ganador del grupo A, Bucaramanga estaba en el B y disputaba con Millonarios esa posibilidad de asegurar el cupo a una competencia internacional.
El estadio Metropolitano fue el testigo mudo de la hazaña. Bucaramanga goleó 4-0 contra el Junior, hacía 35 años que ‘los tiburones’ no perdían por tan abultado marcador en su casa.
Fue una tarde para no olvidar. En Bogotá se jugaba la otra mitad de este partido, entre Millonarios, que estaba igualado en puntos con el Atlético y el Cortuluá, que ya no tenía nada qué hacer.
La diferencia entre los búcaros y los embajadores era de un gol.
Millonarios derrotó al Cortuluá 4-1. Mientras que el Atlético, con goles de Gustavo ‘Misil Restrepo’ en dos oportunidades de penal, Miguel Montañéz, de penal y Lucio España de larga distancia, consiguió el cupo para la final contra el Deportes Quindío. La tarde fue redonda, puesto que José Fernando Castañeda, constituido en ‘cerrojo’ del arco canario, le tapó un penalti a Bernardo Redín cuando el partido se encontraba 0-0.
El técnico de ese equipo fue Carlos Mario Hoyos, mientras que en la nómina no había figuras, incluso había algunos jugadores que venían de la Primera B. Algunos jugadores que hicieron parte de esta importante campaña fueron: José Fernando “Chepe” Castañeda, Gustavo “Misil” Restrepo, Miguel Montañez, Manuel Galarcio, Pablo Casquete, Luis Alfonso “Cheo” Romero, Jhon Alex Rodríguez,  Lucio España; Arturo Reyes, Diego Pizarro, Wilmar Moreno, Fredy Guirán, Armando “Piripi” Osma, Marcelo Enrique Ibáñez, y Orlando Ballesteros, entre otros.
En 1999 el equipo logró el que ha sido el mayor invicto de la historia en la Primera A, al acumular 12 partidos sin conocer la derrota entre el 18 de octubre de 1998 y el 28 de febrero de 1999.
En esta década se recuerdan jugadores nacionales y extranjeros de renombre que vistieron la camiseta leoparda, junto a una generación excepcional de jugadores santandereanos entre quienes se cuentan Jhon Fredy Van Stralhem, Oscar Upegui, Eugenio Uribe, Ricardo García, Elías Correa, Luis Gabriel Rey, Dúmar Rueda y Robert Villamizar.
Los extranjeros más destacados de esta década se encuentran: Pedro Manuel Olalla, Jorge Ernesto Ramoa, Héctor Gerardo Méndez, Luis Alberto Noé, Luis Eduardo Chabat, Juan Carlos Arguedas, Guillermo Rodolfo Guarnieri, Horacio Marcelo Arce, Marcelo Enrique Ibáñez, Oyié Flavié y Wilson Núñez entre otros.
La década de los noventa ha sido la más fructífera en la historia del club: El subcampeonato de 1996-97, el tercer lugar de 1990 y además se logró la clasificación a las finales en 1991, 1992, 1993, 1998 y 1999.

### Década 2000 - 2010
En el 2000, el Atlético Bucaramanga comenzó el nuevo siglo con problemas económicos y administrativos.[cita requerida]

#### El Descenso frustrado del 2001
El equipo no consigue buenos resultados en las temporadas 2000 y 2001 por lo que ocupa el último lugar de la tabla del promedio con 88 puntos en la temporada 2001 con lo cual el equipo desciende a la Primera B al quedar último  en la lucha con los equipos Atlético Huila 95 Puntos, Real Cartagena 97 Puntos, Deportivo Pereira 101 Puntos y Deportivo Pasto 106 Puntos, sin embargo una modificación en el reglamento para el año 2002 de la Asamblea General de Clubes aprobó que se jugará el Torneo Profesional con 18 equipos, sumándole a los 16 actuales dos de los tres socios que en ese entonces se encontraban participando en el Campeonato de la Categoría Primera B.

#### El Triangular de ascenso de 2001
Entonces se organiza un triangular en la ciudad de Cartagena de Indias en diciembre de 2001 junto con los equipos Cúcuta Deportivo y el Unión Magdalena ocupando el Atlético Bucaramanga el segundo puesto sin anotar un solo gol. Perdió el primer partido 0-2 frente a Unión Magdalena y empató sin goles en tiempo reglamentario con Cúcuta Deportivo pero al final lo derrotó por lanzamientos desde el punto penal 4-3, pues los cucuteños habían perdido el primer partido por idéntico marcador. Por Atlético Bucaramanga patearon Hernán Andrés Sarmiento, quien erró y convirtieron Wilson Nuñez, Néstor Cuadros, Andrés Estrada y Leonel Rocco, héroe esa tarde porque también atajo el primero y el cuarto cobro del Cúcuta Deportivo, situación esta última que fue protestada por los jugadores del Cúcuta Deportivo porque al parecer Rocco se adelantó en el cobro del jugador Gerson Vallejo, pero el árbitro Jorge Hernan Hoyos validó la acción.
El equipo dirigido por Alexis García, formó ese 20 de diciembre de 2001 con Leonel Rocco, Hernán Andrés Sarmiento, César Vásquez, Oscar Upegui, Edwin Calle, Andrés Estrada, Oyié Flavié, Néstor Cuadros, Blaimir Ambuila, Felipe Rivas y Wilson Nuñez.
Logró así el club ganarse uno de los dos nuevos lugares en la Primera A para el torneo de 2002, quedando para la historia como el único equipo que ha descendido y que no ha jugado la temporada siguiente en la Categoría Primera B.
Al respecto escribió el periódico Vanguardia Liberal "Los fanáticos que vinieron desde Bucaramanga, ubicados en la tribuna de sol, saltaron al gramado del estadio Pedro de Heredia y abrazaron a sus jugadores. Hubo lágrimas de felicidad. Se palpaba una alegría infinita por un equipo que le quedó debiendo todo".

#### 2002-2006
Para el primer semestre de 2002 se armó una plantilla competitiva con jugadores como Orlando Maturana, Juan Carlos Henao, Wilson Carpintero, Hernán Andrés Sarmiento, Luis Moreno, Ancízar Valencia y el equipo estuvo a punto de jugar la final, quedándose fuera de esa instancia a último momento al perder un partido decisivo 1-2 contra el Deportivo Cali en el Estadio Alfonso López.
En el segundo semestre de 2002, nuevamente el Atlético Bucaramanga realizó una buena campaña, consiguiendo entrar a los cuadrangulares semifinales, en las que disputó de cerca la posibilidad de llegar a la final. En 2003, luego de un comienzo exitoso en el que incluso alcanzó a ser líder del campeonato, terminó eliminado de las finales.  En el segundo semestre de 2004, participó por última vez de las finales del Campeonato de Primera A, relegando sus posibilidades casi desde el inicio de estas. En 2005, el equipo fue eliminado en la fase inicial de ambos torneos.
En el primer semestre de 2006, el equipo dirigido por Nelson Reyes se ubicó en el puesto 12 de la reclasificación, y en el segundo semestre debió trasladarse a Barrancabermeja debido a las obras de remodelación que para ese momento se realizaban en el Estadio Alfonso López, lo que junto con las malas relaciones entre el cuerpo técnico y el dueño del equipo porque el hijo de este no alineaba con el equipo titular, llevó a la renuncia del director técnico Nelson Reyes a mitad del torneo. Finalmente, la presión de gobernación, periodismo deportivo y aficionados obligó al dueño en ese entonces, Luis Fernando Yepes a vender el equipo a la familia Cadena Mora.
En 2006, el 16 de diciembre, se inauguró la nueva cancha sintética del Estadio Alfonso López y para ello se organizó un partido amistoso con el Club Olimpia de Paraguay. En el acto inaugural se le hizo un reconocimiento a Américo Montanini y a Herman el “Cuca” Aceros, dos grandes de la historia del equipo. El gobernador Hugo Aguilar Naranjo fue el encargado de hacer el saque de honor.
La cancha sintética tuvo un costo de mil 200 millones de pesos y se logró luego de un trabajo de cinco meses, tiempo en el que el equipo Leopardo debió jugar en Barrancabermeja.
El Atlético Bucaramanga perdió 1-2. El gol del Atlético fue convertido por Luis Fernando Lugo, siendo este el primero que se anotó en la nueva era del estadio Alfonso López.

#### Inicia la era Cadena
En el primer semestre de 2007, El equipo de Miguel Augusto Prince, a pesar de realizar una campaña irregular, con 27 puntos se alejó de las posiciones de descenso y estuvo a punto de ingresar a los cuadrangulares pero por diferencia de goles perdió la posición frente a Santa Fe que ganó en Ibagué 2-1 al Deportes Tolima, con un discutido arbitraje de Jorge Hernán Hoyos. En la fecha 17, Edwards Jiménez marcó el gol 3000 en el Estadio Alfonso López cuando el Leopardo venció al Atlético Nacional 3-2.
Para el segundo semestre había salido Miguel Augusto Prince y su reemplazo fue la dupla Upegui-Reyes que obtuvo resultados desastrosos en las primeras cuatro fechas del torneo; por lo que posteriormente llegó Eduardo Retat quien intentó pelear nuevamente por no descender y pudo evitar jugar el partido de Serie de Promoción, al conseguir una victoria en su último partido de la temporada dejando al Deportivo Pereira ese puesto.
En el proceso de preparación para enfrentar el primer semestre de 2008, el Atlético Bucaramanga ganó la Copa Feria del Sol en Mérida, Venezuela al imponerse a Atlético Junior y Deportivo Táchira pero ocupó la posición 10 del torneo quedando eliminado nuevamente de los cuadrangulares finales, por lo que fue despedido Retat y en su reemplazo se nombró a Víctor Luna.

#### Segundo descenso

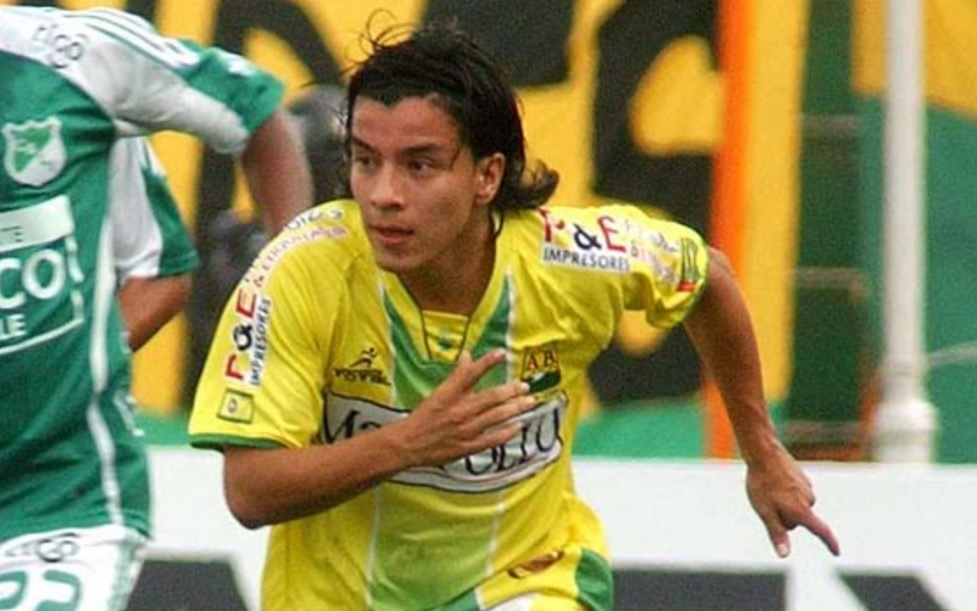
Sherman Cárdenas, Jugador del Atlético Bucaramanga.

En el segundo semestre de 2008, Víctor Luna desarmó el equipo, despidiendo a casi todos los jugadores experimentados del equipo y enfrentando el final del torneo con jugadores juveniles, lo que llevó a que al final el club se ubicará en el puesto 15 de la reclasificación y en el último lugar en la tabla del descenso, con 126 puntos,el equipo leopardo descendió el día domingo 16 de noviembre de 2008 perdiendo 3-0 ante el equipo Deportivo Pereira en la última fecha del todos contra todos este partido era definitivo ya que el equipo que perdiera bajaría de forma directa al torneo de ascenso, debiendo jugar la temporada 2009 en la Categoría Primera B el partido fue en el Estadio Hernán Ramírez Villegas.

#### 2009: Retorno a la Primera B
En 2009, regresó a jugar en el torneo de la Primera B y logró la mayor cantidad de puntos del año con 89 en la reclasificación.
El campeonato 2009 de la Primera B se jugó en dos fases, en el primer semestre del año el Atlético Bucaramanga realizó una gran temporada ganando una gran cantidad de partidos en el Estadio Alfonso López y en otras plazas terminando en el primer lugar al final de la fase de nonagonales con 41 puntos en 18 partidos, correspondiéndole enfrentar en las finales a Deportivo Rionegro, Cortuluá, y Deportes Palmira con resultados desastrosos. Al final solo tres puntos de 18 posibles que lo dejaron último del cuadrangular ganado por Cortuluá, que a la postre fue el vencedor de ese primer torneo.
En el segundo semestre, luego de terminar segundo en su nonagonal con 32 puntos, ganó el cuadrangular final enfrentando a Real Santander, Unión Magdalena y Centauros Villavicencio, obteniendo el derecho a disputar la final del Torneo Finalización contra el Atlético de la Sabana ganando por marcador global de 3-2, ganando así el derecho de disputar el título del año frente al Cortuluá.
La final del año comenzó mal para los búcaros, al caer 3-0 en el Estadio Doce de Octubre del municipio de Tuluá. En la vuelta, los entonces dirigidos por Jesús "Kiko" Barrios empataron 1-1, relegando sus posibilidades de ascenso a lo que sucediera en la serie de promoción frente al Deportivo Pereira. En ambos partidos el Bucaramanga perdió, 2-1 en casa y 3-2 de visitante.
Este periodo se destaca por la escasa promoción de las divisiones inferiores del club, pues pocos santandereanos debutaron con el equipo y las plantillas se conformaron principalmente con jugadores nacidos en otras regiones. Los más destacados fueron: Sherman Cárdenas, Hernán Andrés Sarmiento, Edwards Jiménez, John Ulloque, James Aguirre, Marlon Francisco Díaz, Yeison Chacón, Edinson "la pulga" Pinzón e Iván Garrido.
Entre los extranjeros más destacados de esta década se encuentran: Héctor Walter Burguez, Leonel Rocco, Ruberth Morán, Carlos Alberto Escouto, Marcos Cardoso "Marquinho", Juan Manuel Zandoná, Diego Martín Bonilla, Luis Barbat, Jorge Daniel Casanova, Mariano Carlos Caporale, entre otros.

### Década 2010 - 2020
Esta época, es la más complicada en la historia del Club por la permanencia prolongada en la Primera B y la ausencia de resultados deportivos de notoriedad incluso en esta división que aseguran la permanencia del Atlético Bucaramanga en esta categoría, al menos hasta diciembre de 2012; por lo que en reiteradas ocasiones la comunidad deportiva de Santander, le ha solicitado al presidente del equipo que no continue al frente de la Institución.

#### La maldición del gallo negro
Los malos resultados obtenidos por el equipo en los últimos años, en los que han venido jugadores y entrenadores que han sido exitosos e incluso han ganado el campeonato de la Primera B con otros equipos, ha dado origen a una serie de explicaciones relacionadas con la gestión de los directivos, la cancha sintética, factores sociales asociados al rendimiento de los jugadores e incluso, en el imaginario del hincha, como ha sucedido también con otros equipos en Colombia y otros países, se ha considerado también la posibilidad de que exista algún fenómeno paranormal involucrado en la desgracia del club. Existe una versión en la cual se le atribuye a dos exjugadores del equipo que salieron en malos términos con el presidente Cadena, el sacrificio de un gallo negro en Buenaventura, haciendo un entierro y rociando con la sangre del ave varios uniformes del club, según un jugador le manifestó en diciembre de 2010 a Jesús "Kiko" Barrios y al periodista Felipe Zarruk.

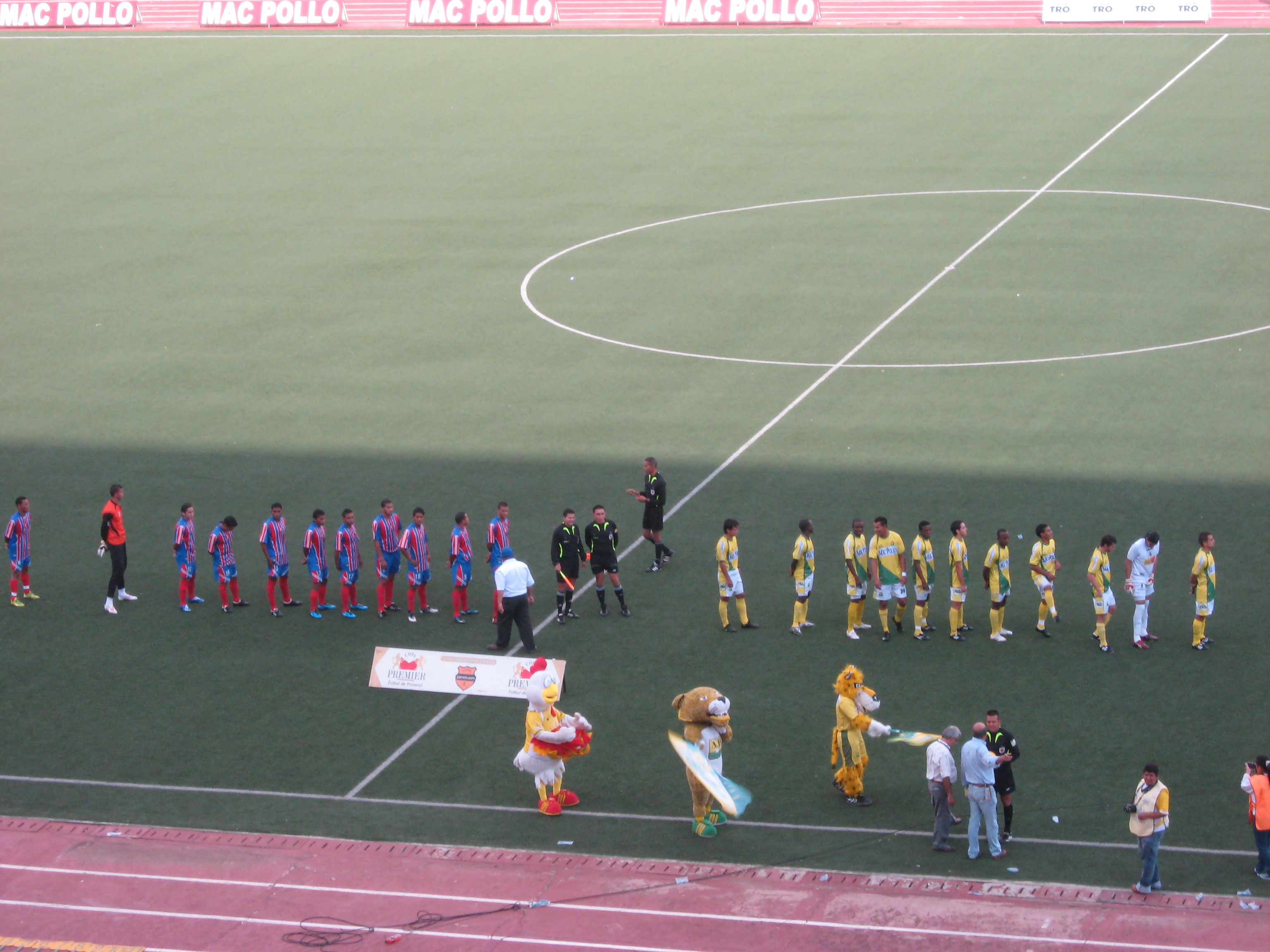
Primera B. Estadio Alfonso López. Atlético Bucaramanga vs. Unión Magdalena. Cuadrangular final Copa Premier 2009.

#### El desastre de 2010
En enero de 2010 el Atlético Bucaramanga hizo una gira por Perú, jugó contra José Gálvez de Chimbote empatando 1-1 y participó en la noche rosada de Sport Boys del Callao perdiendo 1-0. Para jugar la temporada 2010, se hizo una gran inversión económica para traer jugadores de alto nivel competitivo como Léider Preciado, Milton Patiño, Mariano Caporale, Jersson González, Hilario Cuenú, Daniel Gamarra, José Herrera y Hernán Andrés Sarmiento entre otros, pero el Atlético Bucaramanga realizó una de las peores campañas de su historia llegando a estar en el puesto 14 al final del primer semestre y el entrenador Miguel Augusto Prince fue despedido. Para el segundo semestre, se despidieron varios jugadores y llegó nuevamente "Kiko" Barrios y el equipo clasificó octavo a los cuadrangulares semifinales, pero perdió todos los partidos disputados contra Deportivo Pasto, Bogotá F. C. y Patriotas Boyacá y hubo un escándalo por presunto soborno en el que se vieron implicados el técnico Barrios y los jugadores Daniel Murillo y Fernando Batiste quienes fueron sancionados por la Dimayor. Debido a ello fue despedido "Kiko" Barrios y llegó Fernando Velasco como técnico para la temporada 2011.

#### Los peores años en la Primera B: 2011 y 2012
Para 2011, fueron despedidos casi todos los jugadores del plantel con excepción de José Herrera y Andrés Sarmiento por ser los de mejor rendimiento en la temporada 2010, así como Deybi Rodríguez y Julián Vargas quienes permanecieron por solicitud de Fernando Velasco.
En el primer semestre de 2011 el equipo no tuvo un buen rendimiento en el Estadio Alfonso López y perdió todos los partidos que disputó de visitante, llegando a ser goleado en tres ocasiones, lo que no había ocurrido nunca durante su permanencia en la Categoría Primera B. Al final de la fecha 12 el Atlético Bucaramanga había caído hasta el puesto 12 de la reclasificación y al último lugar del hexagonal regional de la Copa Colombia, por lo que periodistas y aficionados pidieron la salida del técnico Fernando Velasco como solución a la crisis del plantel. Sin embargo el presidente José Augusto Cadena lo mantuvo y el equipo terminó eliminado en el noveno lugar. Finalmente, debido a los malos resultados deportivos y el ambiente hostil de periodistas y aficionados, Fernando Velasco y la junta directiva del equipo llegaron a un acuerdo de desvinculación contractual, lo cual se expresó a la opinión pública mediante un comunicado.
Para el enfrentar el segundo semestre de 2011, se contrató a Carlos Mario Hoyos y se lanzó en conjunto con la Cámara de Comercio de Bucaramanga el proyecto  "Todos somos el número 12" para acercar el equipo a la comunidad y democratizar el Club convirtiéndolo en sociedad anónima, lo que se decidió el 29 de agosto de 2011 en reunión extraordinaria de la Asamblea General del Club.  Los malos resultados continuaron y el equipo nuevamente terminó eliminado faltando tres fechas para finalizar la fase de clasificación de la Primera B, en la que ha sido la peor campaña desde la fundación del club y Carlos Mario Hoyos fue despedido.

#### Fin de la era Cadena
Para enfrentar la temporada 2012 fue contratado Álvaro de Jesús Gómez. y a un destacado grupo de jugadores que habían estado en temporadas anteriores como Alexander ‘el Conejo’ Jaramillo, Daniel Murillo, Luis Fernando Lugo, Nicolás Vikonis, Andrés Felipe Arboleda y Mariano Caporale  y otros como Andrés Santamaría, Camilo Piedrahíta, José Largacha y Juan Guillermo Baena, en su mayoría solicitados por el director técnico. A pesar de eso los malos resultados continuaron y al final de la fecha 4 el equipo estaba relegado al puesto 11 con 4 puntos, a 6 del primer lugar, por lo que fue contratado un psicólogo para mejorar el aspecto motivacional del club. Dificultades económicas, incumplimiento a jugadores y malos resultados deportivos llevaron a que en la fecha 11 el equipo cayera al puesto 15 de la categoría B a 8 puntos del octavo lugar, terminando eliminado desde la fecha 13. Al final, el equipo quedó en el puesto 16 y la familia Cadena Mora vendió el equipo.,
En el segundo semestre continuó el rendimiento irregular del equipo y luego de la derrota como local por 0-2 ante Sucre F.C en la sexta fecha Álvaro de Jesús Gómez fue despedido y reemplazado por Jesús Suárez, con quien el equipo regresó temporalmente a los primeros lugares del campeonato y clasificó a semifinales de la Copa Postobón 2012. En el cuadrangular final terminó último del grupo con tres puntos tras ganar un solo partido, por lo que fue cesado el director técnico Suárez y remplazado por Miguel Augusto Prince, quien llegó por tercera vez en 5 años y preparó el equipo de 2013.

#### El tercer fracaso de Prince
En el primer semestre de 2013, el técnico Miguel Augusto Prince mantuvo a los jugadores de mejor rendimiento durante 2012: James Aguirre, Raúl Cuesta, Juan Daniel Murillo, Jonathan Segura, Sergio Manosalva, Hernán Andrés Sarmiento, Yeison Chacón, Cristian Correa, Jonathan Lara, Elkin Barrera, Fabián Yantorno, José Largacha y vinculó a Aníbal Mosquera, Carlos Daniel Hidalgo, Yesid Martínez, Carlos Chávez, Armando Carrillo, Luis Yánez y el paraguayo Osvaldo Mendoza, quien fue despedido por bajo rendimiento a mitad de torneo. Durante el semestre el equipo tuvo un rendimiento irregular manteniéndose en posiciones de media tabla dentro del grupo de clasificación, pero en la fecha 17 perdió un trascendental partido contra Real Santander cayendo a la posición 9, lo que provocó la renuncia del Presidente Óscar Córdoba. Al final el equipo terminó eliminado en la posición 10, Miguel Augusto Prince renunció y para remplazarlo se contrató a Bernardo Redin.

##### Una acción popular impopular

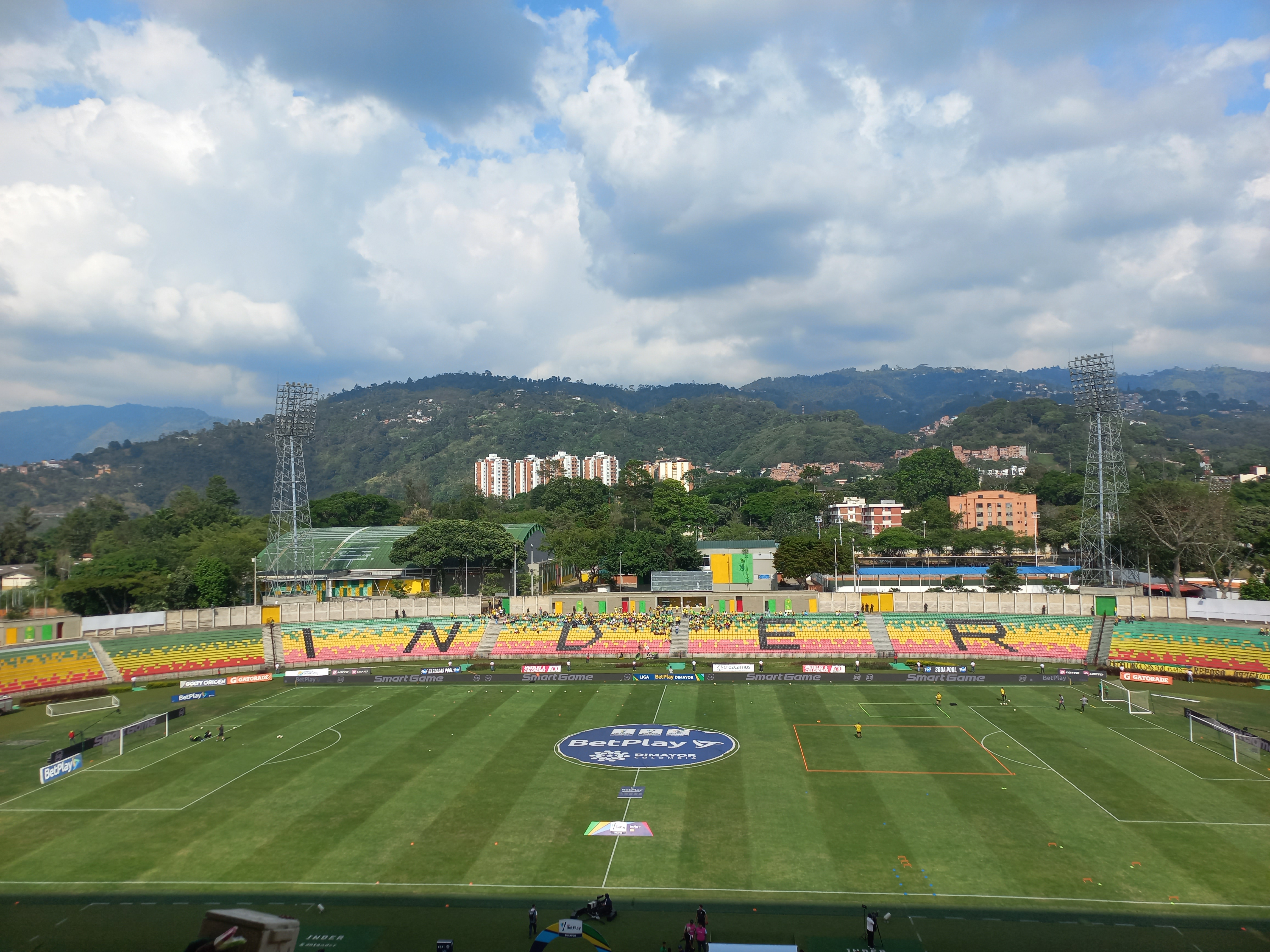
Estadio Departamental Américo Montanini de Bucaramanga, casa del Atlético Bucaramanga.

En julio de 2013 el Tribunal Administrativo de Santander al resolver una apelación a una Acción Popular fallada por el Juzgado Primero de descongestión de Bucaramanga ordenó el cierre para el público del Estadio Alfonso López, el Coliseo Vicente Díaz Romero y las piscinas olímpicas al considerar que no existían garantías de seguridad, por lo que el equipo debió buscar una sede alterna para enfrentar el segundo torneo de 2013 pues Alianza Petrolera no dio el aval para jugar en el Estadio Álvaro Gómez Hurtado de Floridablanca. El equipo debió disputar dos partidos del Torneo Postobón y otro de Copa Postobón a puerta cerrada en la cancha de Comfenalco mientras se definía la sede en la cual afrontaría el resto del campeonato. Luego de semanas de negociaciones y consultas la Dimayor definió a Ocaña como sede del equipo pero una semana antes del primer partido que debería jugarse en esa ciudad, el comité de desastres de Bucaramanga reconsideró la decisión tras intensa presión de los aficionados, el patrocindaor Freskaleche y la prensa deportiva local permitiendo que los partidos se disputaran con un máximo de mil aficionados para cumplir con la orden de no realizar "eventos con asistencia masiva de público" que fue lo que se determinó en la Acción Popular. La decisión definitiva del Comité de Gestión de Riesgo fue comunicada por el Secretario del Interior de Bucaramanga, René Rodrigo Garzón al periódico Vanguardia Liberal.
En el segundo torneo de 2013 se mantuvo a 17 jugadores de la plantilla y se contrató nuevamente a Juan Guillermo Baena.  El jugador Jonathan Lara salió de la institución tras haber sido suspendido dos años por dar positivo para dopaje luego del partido que el equipo disputó contra Depor Fútbol Club en Cali.  El equipo realizó esta vez una campaña aceptable en la fase de clasificación logrando su cupo para las finales con dos fechas de anticipación, pero en los cuadrangulares finales en los que enfrentó a Cortuluá, Jaguares y Rionegro terminó último con seis puntos. Bernardo Redin fue ratificado para la temporada 2014 y se contrató a José Horacio Basualdo como mánager deportivo del club,.

#### 2014 el resurgimiento
En el primer semestre de 2014 el equipo inició perdiendo el primer partido del año en condición de local, pero luego en una de las mejores campañas durante su estancia en la Primera B, caracterizada por gran solidez defensiva, terminó primero en la fase todos contra todos clasificando a las finales del torneo. En cuartos de final enfrentó a Unión Magdalena perdiendo 1-2 como visitante y ganando 1-0 el segundo partido en el Estadio Alfonso López. La serie se definió por tiros desde el punto penal y el Leopardo ganó 5-4 avanzando a semifinales.  En semifinales enfrentó a Jaguares de Córdoba perdiendo el partido de ida 0-3 en Montería y aunque ganó el partido de vuelta en Bucaramanga por 3-0, perdió en la definición por tiros desde el punto penal por 6-5 quedando eliminado del torneo
En el segundo semestre de 2014 salieron los jugadores Pérez y Mera de gran desempeño en el torneo anterior siendo reemplazados por los argentinos Florez y Quevedo. El inicio irregular con varias derrotas en las primeras fechas que ubicaron al equipo por fuera de los ocho clasificados llevó en la séptima fecha a la salida del director técnico Bernardo Redín quien fue reemplazado por José Manuel "Willy" Rodríguez mejorando notablemente el rendimiento en el torneo, pero solo hasta la fecha quince pudo volver a entrar transitoriamente al grupo de clasificados. En la fecha siguiente volvió a ser desplazado a la novena posición por Real Cartagena y tuvo que definir su clasificación a las finales en la última fecha derrotando al Real Cartagena 3-2 en el Estadio Alfonso López. En el cuadrangular final le correspondió enfrentar a Jaguares de Córdoba, Cúcuta Deportivo y Deportes Quindío pero los resultados fueron adversos y terminó en el tercer lugar del grupo con nueve puntos.

#### Cuadrangular de ascenso 2015
La Dimayor aprobó un cambio de reglamento en la asamblea general de octubre de 2014 para jugar la Categoría Primera A con veinte equipos al año siguiente, por lo que se decidió organizar dos cuadrangulares de ascenso en enero de 2015 en Bogotá con la participación de los equipos históricos de la Dimayor descendidos al Torneo Postobón en años anteriores. Tras los resultados de los cuadrangulares de Ascenso 2015 la junta directiva del club determinó la salida de 14 jugadores y el equipo bajo la dirección de José Manuel "Willy" Rodríguez empezó trabajos en diciembre de 2014 con solo ocho jugadores, lo que fue cuestionado por la hinchada y la prensa deportiva de la ciudad. En ese torneo le correspondió enfrentar a Cúcuta Deportivo, Deportes Quindio y Real Cartagena y la ilusión mantenida por los hinchas de regresar a la Categoría Primera A fue sepultada luego de sendas derrotas frente a Deportes Quindío el 14 de enero por 1-0 y Cúcuta Deportivo 2-0 el 17 de enero. La Dimayor decidió que el tercer partido contra Real Cartagena no se jugara en razón a que los dos equipos quedaron eliminados.

#### 2015: Nueva Etapa y Ascenso
Los jugadores que llegaron para los cuadrangulares de ascenso: Andrés Mosquera, José Barriosnuevo, Luis Payares, Luis A. Núñez, John Fredy Pérez, Carlos Giraldo, Daniel Cataño, Jair Palacios, Luis Sierra, César Amaya, José A. Moreno y los pocos que se quedaron de la temporada 2014 James Aguirre, Danny Cano, Luis Rivas, Hernán Sarmiento, Carlos Palacios, Aníbal Mosquera y Jeysen Núñez afrontan el inicio del campeonato bajo la dirección de José Manuel Rodríguez, ratificado a pesar de los resultados adversos.

##### Homenaje a Janiot con goleada
El 7 de febrero de 2015 falleció Roberto Pablo Janiot, exfutbolista y empresario Argentino, siendo uno de los ídolos del club y quien hizo parte del equipo de 1960 por lo que la Gobernación de Santander decidió rendirle un homenaje el 15 de febrero siguiente en el Estadio Alfonso López coincidiendo con la primera fecha del Torneo Águila en un partido frente a Expreso Rojo. El resultado final de 6-0 a favor del equipo Leopardo fue el triunfo más amplio logrado por el club durante su estancia en la Categoría Primera B.
Los buenos resultados continuaron y el equipo terminó la primera vuelta primero del campeonato con 37 puntos, invicto, con la delantera más efectiva y la valla menos vencida, acumulando 34 goles a favor y 10 en contra. Además de Expreso Rojo, goleó en el Estadio Alfonso López a Fortaleza 4-1, a Leones 3-0 y al América de Cali 4-1, mientras que de visitante lo hizo 3-0 con Deportes Quindío en el Estadio Centenario de Armenia.
Para el segundo semestre salieron del equipo los hermanos Nuñez, Jhon Pérez, Pablo Rojas, se retiró del fútbol el Andrés el Michi Sarmiento y llegaron Jarol Martínez, Félix García, Víctor Zapata, Paulo Cesar Arango, Jaime Sierra, Jhon Stiwar García, José Nájera y Alexis Ossa. Luego de 32 partidos el Atlético Bucaramanga terminó primero en la fase de todos contra todos disputada a dos vueltas con 71 puntos, producto de 21 partidos ganados y 8 empatados, perdiendo solo tres partidos

##### Cuadrangular final
En el cuadrangular final le correspondió enfrentar a América de Cali, Real Cartagena y Universitario de Popayán ratificando lo hecho durante todo el año, ganó el grupo en solo cinco partidos. Se destaca la goleada en el partido inicial al Real Cartagena 3-0 en el Estadio Alfonso López y el triunfo sobre el América de Cali de visitante por 1-0. La fiesta del regreso a primera fue la noche del 26 de noviembre en el Estadio Alfonso López con la asistencia de 12000 aficionados que en medio de juegos pirotécnicos y bajo la luz de una hermosa luna vieron como el Atlético derrotó a Universitario de Popayán 1-0 con gol de Víctor Zapata. América de Cali hizo lo propio derrotando a Real Cartagena, resultado que favoreció al Bucaramanga, y lo puso de nuevo en primera sin necesidad de jugar el último partido. En el partido final disputado en el Estadio Jaime Morón, venció a Real Cartagena otra vez 3-0. Cuatro partidos ganados, uno empatado y uno perdido, 10 goles a favor y 3 en contra fue el balance del cuadrangular final.

##### Gran final de la Primera B
Después del Ascenso el equipo debía jugar la Gran Final de la Primera B, esta vez ante Fortaleza, iniciando en Bogotá y terminando en Bucaramanga. En el Estadio Metropolitano de Techo el equipo logró ganar 2-0 con goles de Daniel Cataño y en el Estadio Alfonso López se consiguió el empate 0-0, para así Atlético Bucaramanga levantar su segundo título de segunda división en 20 años, ratificar su buen año en la temporada 2015 y regresar a la Categoría Primera A.

#### El regreso a la Categoría Primera A
Para el primer semestre de 2016 se mantuvo la base del equipo que logró el ascenso, tanto el cuerpo técnico, como casi todos los jugadores titulares.  A pesar de un aceptable comienzo en el torneo, hubo gran dificultad para consolidarse y luego de una campaña de doce empates, dos partidos ganados y tres derrotas, (la primera contra Atlético Nacional en Medellín por 7-0 y las restantes de local,  contra Once Caldas por 0-3 y el colero Envigado F. C. por 0-1), el director técnico José Manuel "Willy" Rodríguez fue destituido y reemplazado por Flabio Torres. Durante esta etapa el equipo no pudo ganar de local en el Estadio Alfonso López ni en el Álvaro Gómez Hurtado, que debió ser usado durante la mayor parte del semestre debido a los trabajos de remodelación requeridos en el primero para cambiar el césped sintético por grama natural. Las únicas victorias fueron en Ibagué contra Deportes Tolima 2-1 y en Barrancabermeja 6-3 contra Alianza Petrolera.
En el campeonato del segundo semestre del 2016 el equipo cumplió una de sus mejores campañas en Primera división, terminando la fase inicial séptimo de la tabla con 32 puntos conseguidos, lo que le permitía regresar a las finales del campeonato de primera A luego de 12 años de ausencia (última clasificación en el Clausura 2004). En cuartos de final se enfrentaría contra Deportivo Cali, consiguiendo una victoria por 2-1 en el Estadio Álvaro Gómez Hurtado de Floridablanca, y un empate a 1-1 en la ciudad de Cali, con gol de Mauro Gueygeozian al minuto 76, lo que metía al equipo en las semifinales del torneo, sin embargo quedaría eliminado a manos del Deportes Tolima por penales y en esta temporada por poco clasifica a la Copa Sudamericana 2017 al quedar décimo en la Tabla de Reclasificación con los mismos 62 puntos y goles de diferencia (+2) que el equipo Rionegro Águilas. En ese equipo que estaba conformado en su mayoría por los jugadores que lograron el ascenso en 2015 se recuerda a los arqueros Jorge Bava y James Aguirre, los defensas Luis Payares, Jair Palacios, Christian Mafla, Diego Peralta, Félix García, los volantes Daniel Cataño, John Pérez, Carlos Giraldo y los delanteros Darío Rodríguez, Maicol Balanta y Mauro Guevgeozian. 
En el inicio del torneo 2017, asumió la presidencia del club Héctor Fernando García, quien acabó con el proceso despidiendo a la mayoría de los jugadores y al director técnico Flabio Torres, quien fue reemplazado por Harold Rivera, hecho que complicó la situación del equipo. Durante las primeras ocho fechas la campaña fue muy irregular perdiendo muchos partidos, uno incluso en el Estadio Alfonso López contra el recién ascendido Tigres de Bogotá, en ese momento colero del campeonato, lo que determinó la salida de Harold Rivera debiendo terminar el primer semestre de 2017 dirigido por Fernando "el pecoso" Castro. “El Pecoso” asume la dirección del equipo cuando este se encontraba en el puesto 14 con tan solo 8 puntos, 11 partidos después logra llegar a la última fecha con posibilidades de clasificar a la “fiesta de mitad de año”, para lo que debía ganar ante América de Cali y esperar la derrota de Jaguares de Córdoba ante Rionegro Águilas o un empate entre Santa Fe y Alianza Petrolera. Bucaramanga cumple con ganar 1-0 al América en el Estadio Álvaro Gómez Hurtado de Floridablanca, con gol de John Pérez de tiro libre, y sumado al empate de Santa Fe en Bogotá, el equipo daba la sorpresa clasificando milagrosamente a las finales, la cual sería la segunda clasificación desde su retorno a la primera división. En cuartos de final enfrentó a Millonarios quedando eliminado con un global de 4-2, diciéndole adiós a la lucha por el título.

##### El milagro de Manizales.
El segundo torneo de 2017 tiene un inicio desastroso con cuatro derrotas y un empate, penúltimos de la tabla y estando cerca de puestos de descenso. Se cree ocasionado por una mala relación de la plantilla con el cuerpo técnico, donde se rumoraba que los jugadores se “pararon” para sacar al técnico, lo que lleva al “Pecoso” Castro a presentar la renuncia luego de perder de local 0-1 contra el Huila. A su reemplazo llega Jaime de la Pava, con quien el equipo no sale de la crisis de resultados negativos y tuvo que luchar hasta la última fecha para no descender, necesitando una victoria contra América en la ciudad de Cali para asegurar su permanencia. Bucaramanga perdía el partido 1-0 contra América, por lo que para salvarse necesitaba que Jaguares (que ganaba 2-0 en casa contra Águilas) o Cortulúa (que empataba 1-1 de visita contra Once Caldas) perdieran. Ya con las ilusiones perdidas y casi asegurado un nuevo descenso, un tanto milagroso del defensa Miguel Nazarit de Once Caldas al minuto 93 le permite al Bucaramanga salvar la categoría.

##### El Atlético se arma con santandereanos
En 2018 el equipo conformó una nómina en la que destacaban numerosos santandereanos. En el primer semestre Sherman Cárdenas y Michael Rangel se sumaron a James Aguirre, Sergio Romero, John Pérez y Jefferson Torres quienes habían hecho parte del equipo de 2017 y debutó el juvenil Johan Caballero quien fue titular en la mayor parte de los partidos del primer semestre bajo la dirección de Diego Cagna. A pesar de ser un equipo ordenado y vistoso en su juego el Atlético quedó eliminado en el Primer Semestre de las finales y fue despedido el director técnico Cagna debiendo asumir Adolfo Holguin temporalmente.
En el segundo semestre de 2018 llegó el arquero santandereano Luis Delgado y tras el despido del director técnico Carlos Mario Hoyos por malos resultados quedaron encargados durante el resto del semestre los santandereanos Oscar Serrano, director técnico y Roberth Villamizar, asistente asesorados por Flabio Torres logrando un rendimiento excepcional al ganar siete partidos en línea (Alianza Petrolera, Jaguares de Córdoba, Millonarios, Deportivo Pasto, Envigado FC, Atlético Huila, Boyacá Chicó ). En total de los juegos restantes tras la salida de Hoyos ganaron once, empataron uno y perdieron dos, lo que les permitió ascender desde el puesto dieciocho del campeonato hasta llegar a estar en los cuatro primeros lugares y clasificar a las finales. En cuartos de final enfrentó al Deportivo Independiente Medellín perdiendo la llave por 3-2 terminando quinto en el campeonato y perdiendo la opción de clasificar a Copa Libertadores y a Copa Sudamericana para el año 2019.
En el primer semestre de 2019 el equipo tuvo un mal comienzo.  A pesar de contar con la misma base de 2018, excepto la salida de Brayan Rovira y Michael Rangel, el equipo había perdido cuatro partidos en las primeras cinco fechas por lo que fue despedido Flabio Torres y en su reemplazo se nombró a Carlos Giraldo, exjugador y capitán del Bucaramanga.
En el segundo semestre la campaña fue muy irregular debido a graves problemas en el funcionamiento defensivo y la ausencia delanteros con poder de gol. El equipo terminó eliminado de las finales con varias fechas de anticipación y Sherman Cárdenas y Harold Gómez decidieron no continuar para la temporada 2020. Se destacaron el arquero Cristian Vargas, el central Steve Makuka y John Pérez.

### Década 2020-presente

#### La pandemia de coronavirus
El equipo inició el torneo 2020 dirigido por José Manuel Rodríguez, pero por mal rendimiento este fue retirado del cargo en la fecha cinco. Le sucedió el uruguayo Guillermo Sanguinetti con quien hubo un importante repunte logrando siete puntos de nueve posibles, sin embargo, debido a la pandemia de coronavirus, altamente contagioso y mortal que a finales de 2019 apareció en la ciudad de Wuhan, China y que se diseminó por el mundo alterando todas las actividades económicas y sociales, la Dimayor decide suspender el campeonato de 2020 desde marzo hasta septiembre, pudiéndose luego reiniciar con un formato improvisado con ausencia de público en los estadios en el que el equipo no alcanzó a clasificar a las finales. Por primera vez se hizo una liguilla de eliminados para disputar un cupo a Copa Sudamericana pero el equipo cayó eliminado por penales frente al Deportivo Pereira.  Varios jugadores del Atlético Bucaramanga fueron contagiados con coronavirus pero no hubo consecuencias para lamentar, salvo el nefasto rendimiento deportivo. Al finalizar la temporada 2020 fueron despedidos la mayoría de jugadores contratados para ese año debido a su bajo rendimiento y fue ratificado el director técnico Guillermo Sanguinetti. John Pérez, uno de los goleadores históricos del club y Steve Makuka decidieron no renovar contrato con la institución. Fue tan malo en lo deportivo el año 2020, que el comentarista deportivo Andrés Marocco en su programa de ESPN resaltó como único hecho positivo para el club la desaparición de su rival histórico, el Cúcuta Deportivo.  El chascarrillo fue tomado mal por los seguidores del equipo motilón.
El campeonato de 2021 inició sin público en los estadios por orden del gobierno nacional como una de las medidas de distanciamiento social para controlar la pandemia de coronavirus. En el primer partido, el equipo logró un triunfo frente a Boyacá Chicó por 2-0. Sin embargo, debido a resultados adversos frente a Santa Fe, Medellín y Jaguares de Córdoba, y empates sin goles frente a América y Equidad, el director técnico Guillermo Sanguinetti fue despedido. Sergio Novoa asumió como técnico interino y finalmente, Luis Fernando Suárez fue nombrado como su reemplazo. Suárez debutó con una victoria frente a Atlético Nacional por 3-2 en el Estadio Alfonso López. Aunque el equipo mejoró su rendimiento, no alcanzó a clasificar a las finales.
Al iniciar el segundo torneo de 2021, Luis Fernando Suárez renunció unilateralmente a su cargo debido a una oferta para dirigir la selección de Costa Rica. En su reemplazo, se nombró a Óscar Upegui como técnico interino. Con la vuelta de Sherman Cárdenas al equipo, se lograron buenos resultados, llegando a ser segundos en las primeras fechas. Sin embargo, después de perder puntos en casa y una derrota contra Alianza Petrolera por 1-2 en el Estadio Alfonso López, Upegui fue destituido, a pesar de estar quinto en la clasificación con 13 puntos y en competencia en la Copa, lo cual fue criticado por la hinchada y la prensa. El nuevo técnico para el resto del segundo semestre de 2021 sería el argentino Néstor Craviotto. Aunque Craviotto no obtuvo buenos resultados, el equipo tuvo posibilidades de clasificar a los ocho primeros hasta la última fecha, donde debía vencer a Equidad en Bogotá, partido que perdió por 2-0, dejándolo décimo a dos puntos del último clasificado. A pesar de esto, Craviotto fue ratificado para el torneo 2022.
En el primer semestre de 2022, Craviotto fue despedido por malos resultados y reemplazado por Armando Osma. Tras su llegada, el equipo mejoró notablemente en su juego colectivo. Con la incorporación de Dayro Moreno, procedente del fútbol boliviano, el equipo comenzó a ascender en la tabla de posiciones, terminando clasificado en el octavo lugar tras una victoria en Pereira por 3-0. En el cuadrangular final, enfrentó a Nacional, Junior y Millonarios, terminando eliminado con seis puntos, producto de victorias ante Atlético Junior y Millonarios en el Estadio Alfonso López. Dayro Moreno terminó como goleador del Torneo Apertura 2022 con trece goles. Además de Dayro Moreno, se destacaron en esa temporada el arquero Juan Camilo Chaverra, los defensas Cristhian Subero, Cristian Blanco, los volantes uruguayos Bruno Téliz y Michel Acosta, el capitán Sherman Cárdenas, y el debutante santandereano Juan Gabriel Marcelín. Para el segundo semestre de 2022, se dio continuidad a la mayor parte de la nómina y se ratificó al profesor Armando Osma.
En el segundo semestre de 2022, aunque se continuó con la mayor parte de la plantilla, el equipo empezó a disminuir su rendimiento, especialmente en condición de local. Tras derrotas en el Estadio Alfonso López ante Águilas y Júnior, el presidente del equipo despidió a Armando Osma y nombró como técnico interino al argentino Jorge Ramoa, un histórico del club que en ese momento estaba a cargo de las divisiones inferiores. El cambio surtió un efecto casi inmediato y el equipo mejoró su rendimiento, llegando con opciones de clasificar a las finales en la última fecha, tras dos victorias en Medellín y Tunja. En el partido final, donde solo necesitaba un empate para clasificar, perdió ante Deportivo Pereira como local.
En el primer semestre de 2023, Jorge Ramoa no pudo continuar como director técnico del club por no cumplir los requisitos de acreditación exigidos en el reglamento del torneo, por lo que en enero se contrató a Bolillo Gómez. Dayro Moreno, Juan Camilo Chaverra y Sherman Cárdenas no llegaron a un acuerdo con el club y no renovaron contrato para esa temporada. Quince días después de haber asumido la dirección técnica del equipo, Bolillo Gómez renunció y en su reemplazo fue nombrado el argentino Raúl Agustín Armando, quien venía con una discreta trayectoria como director técnico en la tercera división del fútbol argentino. El nombramiento de Armando, así como la salida de los tres jugadores más importantes del año anterior y el inconveniente presentado con Bolillo Gómez, generó gran inconformidad por parte de la hinchada y la prensa deportiva de la ciudad.
Para enfrentar esa temporada llegaron Cristopher Varela, York Becerra, quien tuvo un desempeño destacado el año anterior en la liga venezolana, Javier Reina, los argentinos Diego Chávez, Gonzalo Lencina, Nicolás Marotta y el estelar Teófilo Gutiérrez. Sin embargo, no fue posible obtener buenos resultados y tras ocho partidos sin ganar, incluyendo cuatro derrotas, fue despedido el técnico Raúl Agustín Armando. En reemplazo de Armando se nombró a Alexis Márquez para afrontar el segundo semestre. Tras una campaña con malos resultados, fue reemplazado por Jorge Ramoa en los últimos cuatro partidos del campeonato. Bajo la dirección técnica de Ramoa, el equipo logró tres victorias, pero esto no fue suficiente para clasificar a las finales.

#### Temporada 2024 Primer título de primera división

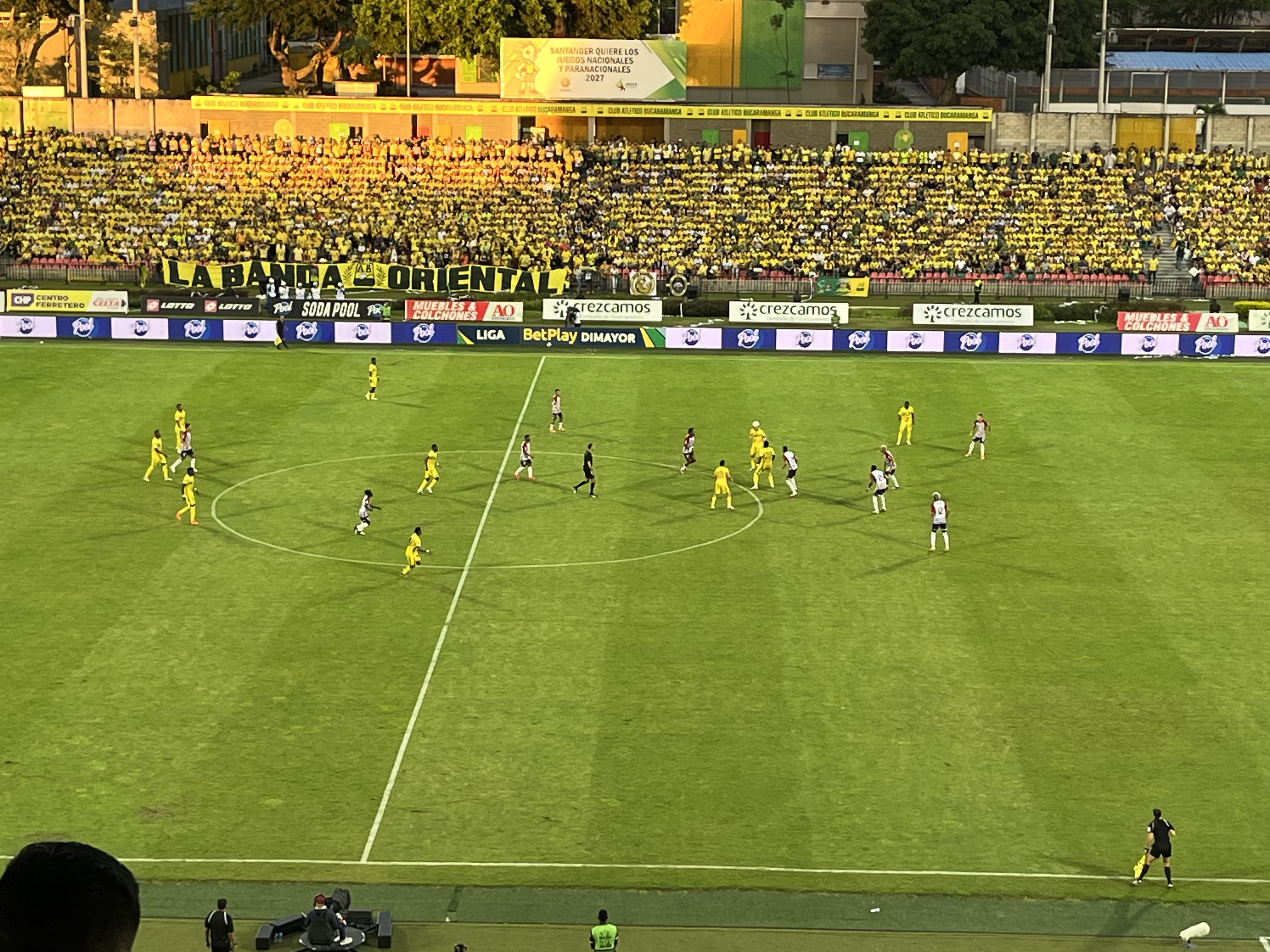
Partido entre Atlético Bucaramanga vs Junior en el Alfonso López de Bucaramanga, por la fecha 2 de los cuadrangulares de la Liga I 2024

La temporada 2024 ha sido destacada para el Atlético Bucaramanga. El equipo terminó en primer lugar en la fase de todos contra todos del torneo apertura, acumulando 38 puntos, lo que le otorgaba una ventaja en caso de empatar en puntos con cualquier otro equipo durante los cuadrangulares semifinales.

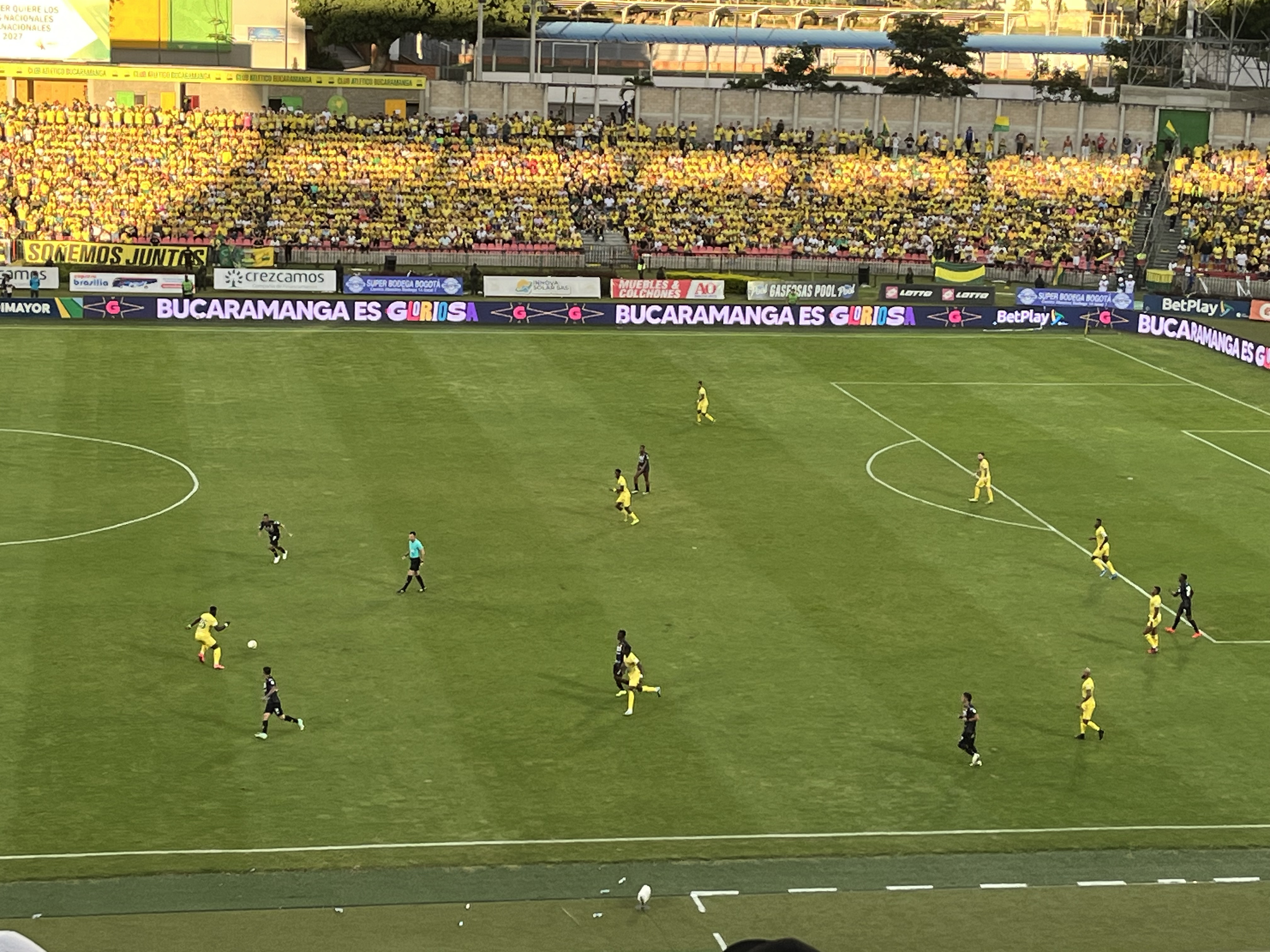
Partido entre Atlético Bucaramanga vs Deportivo Pereira en el Alfonso López de Bucaramanga, por la fecha 6 de los cuadrangulares de la Liga I 2024

El equipo clasificó a su segunda final en la historia al imponerse en el grupo A a Millonarios, Junior y Pereira, después de un cuádruple empate a 8 puntos. Este logro fue posible gracias al rendimiento del equipo bajo la dirección de Rafael Dudamel y al desempeño de jugadores clave como Fabián Sambueza, Aldair Quintana y Jefferson Mena.
El equipo tuvo una racha de 14 fechas sin derrotas, la más larga en su historia, y 6 victorias al hilo. El leopardo solo recibió 10 goles en la fase del todos contra todos y 3 en los cuadrangulares finales; sus porteros sacaron el arco en 0 en 15 oportunidades durante el campeonato.
El 15 de junio le ganó la final a Independiente Santa Fe tras un 3-3 global y 6-5 en penales, siendo campeón de la temporada 2024-I.
Su clasificación a la Copa Libertadores 2025 lo hizo coincidir en el Grupo E con Colo-Colo, Fortaleza y Racing Club. Hizo historia al ganarle 2-1 a este último, que venía de ser campeón de la Recopa 2025 y Sudamericana 2024, en el Cilindro.

## Copa Colombia
El 14 de febrero de 2008, los 36 clubes miembros de la Dimayor aprobaron la realización de una nueva edición de la Copa Colombia, que cuenta con los equipos de las categorías Primera A y Primera B del fútbol profesional colombiano. Si bien, anteriormente se había jugado en la década del cincuenta y en 1989, los datos estadísticos de los torneos anteriores están incluidos en los registros históricos anteriores como parte del campeonato colombiano de liga. Se estableció que el torneo iniciaría con un hexagonal regional integrado además por Real Santander, Alianza Petrolera, Cúcuta Deportivo, Patriotas Boyacá y Boyacá Chicó.
En 2008 en su primera participación en el evento, el equipo terminó eliminado en la fase de hexagonales, destacándose en ese año la goleada a Patriotas Boyacá por 7-0 y el primer Clásico Metropolitano contra Real Santander que ganó el Atlético por 2-0.
En 2009 avanzó a cuartos de final luego de ocupar el segundo lugar en el hexagonal regional y posteriormente eliminar a Millonarios al ganarle en el Alfonso López por 3-1 y en El Campin por 1-0. En la llave siguiente quedó eliminado al enfrentar a Nacional con resultados 0-2 en Medellín y 1-0 en Bucaramanga.
En 2010 el equipo ocupó nuevamente el segundo lugar del hexagonal regional y volvió a enfrentar a Millonarios, perdiendo esta vez 1-2 en Bucaramanga y aunque ganó en Bogotá por idéntico marcador, se perdió la posibilidad de avanzar a la siguiente ronda en la definición por penales.
En 2011 el equipo fue eliminado en la primera fase del evento.
En 2012 Atlético Bucaramanga clasificó a la segunda fase del evento al terminar tercero de su grupo y avanzó a cuartos de final tras eliminar a la Uniautónoma en la definición por penales, luego de haber empatado 2-2 en Bucaramanga y 1-1 en Barranquilla.  En cuartos de final enfrentó al América de Cali, al que eliminó por marcador global de 2-1, 1-0 en Bucaramanga y 1-1 en Cali, logrando por primera vez el paso a semifinales quedando eliminado en esa llave al perder frente a Deportivo Pasto por marcador global de 1-3, 1-0 en Bucaramanga y 0-3 en Pasto
En 2013 el equipo nuevamente avanzó a octavos de final tras clasificar tercero en su grupo y en la siguiente fase enfrentó a Real Cartagena, empatando 1-1 en la cancha de Comfenalco en Floridablanca pero en el partido de vuelta perdió 2-0 en el Estadio Jaime Morón quedando eliminado, en 2014 quedó eliminado en la fase de grupos.
En 2015 clasificó a octavos de final en el nuevo formato de cuadrangulares regionales tras ganar el Grupo C en el que enfrentó a Cúcuta Deportivo, Real Santander y Alianza Petrolera pero fue eliminado por Once Caldas en octavos de final, a pesar de tener un gran equipo que consiguió el ascenso a la máxima categoría.
En 2016 y 2017 quedó eliminado en la primera fase de la competencia. En 2018 se jugó un nuevo formato. El Atlético Bucaramanga inició su participación en dieciseisavos de final frente a Atlético Huila logrando avanzar pero quedó eliminado en octavos de final frente a Jaguares de Córdoba.
En 2019 quedó primero de su grupo sobre Cúcuta Deportivo,Alianza Petrolera y Valledupar F.C y luego quedó eliminado en octavos de final por Atlético Junior.
En 2020 quedó eliminado en la primera fase. En 2021 inició en fase III y llegaría hasta los cuartos de final por Santa Fe. En 2022 volvería a comenzar en la fase III y, nuevamente, serían eliminados en octavos de final por La Equidad. En 2023 sería eliminado una vez más en octavos de final, ahora por Millonarios.
En 2024 comenzó en fase I y eliminó a Real Santander, Patriotas Boyacá, Santa Fe y Millonarios.  Actualmente se encuentra en cuartos de final definiendo la llave frente al Deportivo Pasto. El jueves 24 de octubre de 2024 en el Estadio Américo Montanini, Tras empatar 0-0 contra Pasto, resultado que, junto a la victoria 2-1 conseguida en el partido de ida, le dio la clasificación a semifinales. En esta ronda enfrentó al América. El primer partido, jugado en Bucaramanga, finalizó 1-1. En el partido de vuelta, disputado en Cali, el marcador fue 0-0, lo que forzó la definición por penales. En esta instancia, Atlético Bucaramanga perdió 5-4, siendo eliminado de la Copa.

## Copa Libertadores

### Edición 1998
El Atlético Bucaramanga debutó en la Copa Libertadores 1998 compartiendo el Grupo 1 con el América de Cali y los equipos ecuatorianos Barcelona Sporting Club de Guayaquil y el Deportivo Quito de la capital del Ecuador.
En su primer partido el 26 de febrero de 1998 consigue un empate de visitante ante el América de Cali por 2-2, en un emotivo partido que inicio perdiendo 2-0 en los primeros 45 minutos. Para el segundo tiempo el equipo salió a buscar el empate decididamente logrando el descuento al minuto 21 por intermedio de Gustavo "misil" Restrepo y al minuto 43 el empate definitivo luego de que Manuel Galarcio concretara de chilena un ataque masivo del Atlético. El 4 de marzo, visitó al Deportivo Quito con derrota 1-0, luego de un brillante partido en el que se perdieron muchas opciones de gol. El equipo cerró su ciclo en Ecuador con su visita al Barcelona Sporting Club en un encuentro en el que el fútbol, las ganas, el espectáculo y la imagen la puso el Bucaramanga, pero el que ganó fue el Barcelona 2-0. Después enfrentó tres partidos en condición de local: primero recibió al América de Cali con el cual perdió 0-1 en un partido en el que hubo 19 opciones de gol a favor del "Leopardo"; ubicándose en ese momento en el último lugar del grupo. El 24 de marzo de 1998 se jugó en el Estadio Alfonso López por primera vez en la historia un partido internacional oficial, enfrentando al Deportivo Quito, al cual derrota 2-0; esta vez en un deslucido partido en el que el dominador fue el equipo ecuatoriano. El 31 de marzo venció al Barcelona por 1-0 gracias a un gol de tiro libre de Nelson Gómez en un emotivo partido en el que se perdieron muchas opciones de gol y en el que el camerunés Oyé Flavié jugó su mejor partido con el Atlético; consiguiendo así 7 puntos y avanzando a la segunda ronda.
En octavos de final se enfrentó al Bolívar de Bolivia equipo al cual recibió en su casa y con el que perdió 1-2.  En su visita a La Paz, el equipo que previamente había sido preparado para jugar en la altura por el médico del equipo, Dr. José María Alzate, realizó un excelente partido con gran despliegue físico durante los 90 minutos; sin embargo, nuevamente los problemas de definición dieron al traste con la ilusión pues al minuto 42 del segundo tiempo, el volante toledano Luis "liso" López falló una opción con el arco boliviano desguarnecido y un minuto después el Bolívar consiguió el 1-0 definitivo, terminando así su única participación en la Copa Libertadores hasta el momento.  El máximo anotador "leopardo" en Copa Libertadores de América en ese torneo fue Gustavo "misil" Restrepo con 3 anotaciones, seguido por Nelson Gómez, Manuel Galarcio y Lucio España con 1.

### Edición 2025
El Atlético Bucaramanga se clasificó directamente a la fase de grupos de la edición 2025 de la Copa Libertadores al coronarse campeón del torneo apertura colombiano en el año 2024. Fue preseleccionado en el bombo número 4 en el sorteo de fase de grupos, fase en la que enfrentó al Colo-Colo de Chile, Racing de Avellaneda de Argentina y Fortaleza de Brasil. Su resultado más importante en esa fase de grupos lo hizo al hacerle el Cilindrazo 2-1 a Racing, el cual venía de ser campeón de América (Recopa Sudamericana 2025). siendo el único equipo colombiano que le ha ganado a Racing en su cancha . El Atlético Bucaramanga terminó tercero en su grupo con seis puntos, producto de una victoria, tres empates y dos derrotas quedando eliminado del certamen pero avanzando al repechaje de Copa Sudamericana . Luciano Pons con tres goles fue el máximo anotador del equipo.

## Copa Sudamericana

### Edición 2025
En la edición 2025 le correspondió enfrentar a Atlético Mineiro. El resultado en el partido de ida en el Estadio Américo Montanini fue 1-0 a favor del Galo y en el partido de vuelta en Belo Horizonte el Leopardo venció por el mismo marcador, por lo que se debió definir la serie por lanzamientos desde el punto penal. Atlético Mineiro convirtió tres de sus cinco cobros y por Atlético Bucaramanga sólo anotó Diego Chávez  terminando así una participación internacional en la que el Atlético Bucaramanga deja el récord de haber sido el primer y único equipo colombiano que le ha ganado en su casa por torneos CONMEBOL a clubes de Brasil y Argentina en un mismo año.

## Datos del club
- Puesto histórico: 10°.
- Temporadas en 1.ª : 72 (1949-1953, 1956-1970, 1972-1994, 1995/96-2008, 2016-presente).
- Temporadas en 2.ª : 8 (1995, 2009-2015).
- Mayores goleadas conseguidas
  - En Primera División:
    - 6-0 al Cúcuta Deportivo el 24 de julio de 1960.
    - 6-0 al Envigado el 4 de abril de 1999.[250]
    - 6-2 al Deportes Tolima el 21 de diciembre de 1958.
    - 3-6 al Alianza Petrolera el 21 de marzo de 2016.[251]
    - 5-0 al Atlético Huila el 19 de agosto de 2007.[252]
    - 5-1 al Millonarios el 18 de septiembre de 1985.[253]
    - 1-5 al Deportivo Cali el 18 de junio de 1950.
    - 4-0 al Independiente Medellín el 17 de julio de 2005.[254]
    - 4-0 al Independiente Santa Fe el 4 de abril de 2004.
    - 4-1 al Deportivo Cali el 20 de abril de 2008.[255]
    - 0-4 al Junior el 6 de diciembre de 1997.[256]

  - En Segunda División:
    - 6-0 al Expreso Rojo el 15 de febrero de 2015.[257][258][259]
    - 5-0 al Deportivo Rionegro el 14 de marzo de 2009.[260][261]
    - 4-1 al América de Cali el 28 de septiembre de 2015.[262][263]

  - En Copa Colombia:
    - 7-0 al Patriotas Boyacá el 9 de abril de 2008.[264]
- Mayores goleadas en contra
  - En Primera División:
    - 8-1 con Cúcuta Deportivo el 17 de junio de 1973.
    - 8-1 con Junior el 22 de junio de 1983.
    - 7-0 con Atlético Nacional el 3 de abril de 2016.[265]
    - 5-0 con Independiente Medellín el 13 de abril de 2008.[266]
    - 4-0 con Deportivo Pasto el 7 de febrero de 2020.[267]
    - 4-0 con Envigado Futbol Club el 16 de febrero de 2020.[268][269]
    - 4-1 con Independiente Santafe el 12 de agosto de 2007.[270]
- Mejor puesto en la liga: Campeón en 2024.
- Mejor puesto en la tabla: 1º (1 vez, 2024-I).
- Máximo goleador: José Américo Montanini con 134 goles.
- Mayor cantidad de partidos disputados: Misael Flores con 477 partidos.[271]

### Participaciones internacionales
| Torneo                           | Ediciones  | Mejor resultado         |
| -------------------------------- | ---------- | ----------------------- |
| Copa Libertadores de América (2) | 1998, 2025 | Octavos de final (1998) |
| Copa Sudamericana (1)            | 2025       |                         |

## Rivalidades
El Atlético Bucaramanga y el Cúcuta Deportivo disputan el llamado Clásico del oriente colombiano o Clásico del Gran Santander. El primer encuentro se jugó en el estadio Alfonso López el 2 de abril de 1950 con resultado 1-0 a favor del Cúcuta Deportivo y Luis Alberto Miloc fue el anotador del primer gol en la historia de los clásicos. Desde entonces el encuentro se ha disputado en 202 oportunidades con 64 victorias del Atlético Bucaramanga, 64 empates y 75 victorias para el Cúcuta Deportivo, con algunas interrupciones en los años de 1954, 1955, 1971 (Atlético Bucaramanga no participó en el torneo), segundo semestre de 1973 (Cúcuta no participó en el torneo) 1995 (Bucaramanga estuvo en la Primera B el primer semestre del año y Cúcuta en el segundo), 1998, 1999, 2000, 2002, 2003, 2004 y 2005, años en los que el rojinegro volvió a jugar en la categoría Primera B. El último encuentro disputado fue el 17 de marzo de 2019 por la Primera A en el Alfonso López, el cual terminó con victoria leoparda (1-0).
Se han enfrentado en la Categoría Primera A, en la Primera B 2014 y en Copa Colombia.
Se han marcado hasta el momento 521 goles de los cuales el Atlético Bucaramanga ha marcado 254 anotaciones y el Cúcuta Deportivo ha marcado 267.
Si bien el balance favorece al Cúcuta Deportivo, el 20 de diciembre de 2001 en el estadio Pedro de Heredia de Cartagena el Atlético Bucaramanga ganó el clásico más importante de todos los tiempos, al vencer a su rival por penales 5-3 luego de terminar igualados al final de los 90 minutos 0-0. Al final de ese encuentro, Atlético Bucaramanga continuó en la Primera A y Cúcuta Deportivo se resignó a permanecer en la Primera B, en un evento inédito en la historia del fútbol profesional colombiano, pues fue la primera vez en que dos rivales de clásico regional disputaron directamente la posibilidad de evitar el descenso.ese año la dimayor decidió aumentar de 16 a 18 equipos la Categoría Primera A para 2002 realizó un triangular de Ascenso entre los equipos Unión Magdalena, Atlético Bucaramanga y Cúcuta Deportivo.
A comienzos de 2015 el Cúcuta Deportivo tuvo una revancha de lo sucedido en Cartagena en el 2001 en los cuadrangulares de Ascenso en la ciudad de Bogotá que realizó la dimayor para aumentar de 18 a 20 equipos la Categoría Primera A. ya que fue primero de su grupo superando a los equipos Deportes Quindío, Atlético Bucaramanga y Real Cartagena y le ganó con marcador de 2-0 en su segundo partido el 17 de enero al Atlético Bucaramanga con ese resultado lo dejó eliminado de toda posibilidad de regresar en ese momento a la Categoría Primera A.
La mayor goleada a favor del Atlético Bucaramanga en el Alfonso López ocurrió el 24 de julio de 1960, 6-0 (marcaron José Giarrizo en 4 ocasiones y José Américo Montanini en 2), mientras que la mayor goleada ocurrida en el General Santander a favor del «Leopardo» fue el 26 de mayo de 1960 por 5-1 (marcaron Abraham González y Américo Montanini en 2 oportunidades y Marcos Coll en una). La mayor goleada a favor del Cúcuta Deportivo fue 8-1 en el General Santander el 17 de junio de 1973, que ha sido hasta el momento la mayor goleada en la historia del clásico, (marcaron Nelson Silva Pacheco en 5 oportunidades, Iroldo Rodríguez, Carlos Obando y Néstor Manfredi en una), mientras que la mayor goleada ocurrida en el Alfonso López a favor de los «Motilones» fue en 1963 por 3-0 (marcaron Iroldo Rodríguez en 2 oportunidades y Carlos Obando en una).
Los clásicos de Santander corresponden a partidos de fútbol jugados en el Departamento de Santander, donde se enfrentan los equipos de esta región: Atlético Bucaramanga y Real Santander.

## Símbolos

### Himno
El himno del equipo fue compuesto en 1984 por el músico invidente Alirio Castro, consta de un coro principal y 6 estrofas de cuatro versos decasílabos en los que riman los pares, como suele ser usual en poesía épica.
- Himno del Atlético Bucaramanga
- Descargar mp3 Himno del Atlético Bucaramanga

### Escudo
| Evolución del escudo | Evolución del escudo | Evolución del escudo |
| 1949                 | 2009                 | 2024                 |
| -------------------- | -------------------- | -------------------- |
|                      |                      |                      |

El escudo del Club Atlético Bucaramanga es del modelo francés moderno, de tipo cortado, con la parte superior que ocupa las dos terceras partes del emblema en color amarillo y en ella resaltan las letras A y B separadas por un punto. Debajo de ellas, en el centro del escudo, está la figura de perfil de un leopardo en color blanco; el cual se apoya sobre una línea "S" de Santander, alargada en color negro y que discurre de derecha a izquierda y de arriba abajo fusionándose con los bordes de la silueta del leopardo. La parte inferior, que ocupa el tercio restante, es de color verde oscuro.
Este diseño incluye los colores amarillo y verde que son los colores de la bandera de la ciudad de Bucaramanga a la cual el equipo representa.
En el año 2016, la Facultad de Diseño Gráfico de la Universidad Pontificia Bolivariana con sede en Bucaramanga lanzó una polémica con un nuevo escudo, cambiando la imagen del leopardo por un jaguar. La propuesta no fue aceptada.

### Mascota

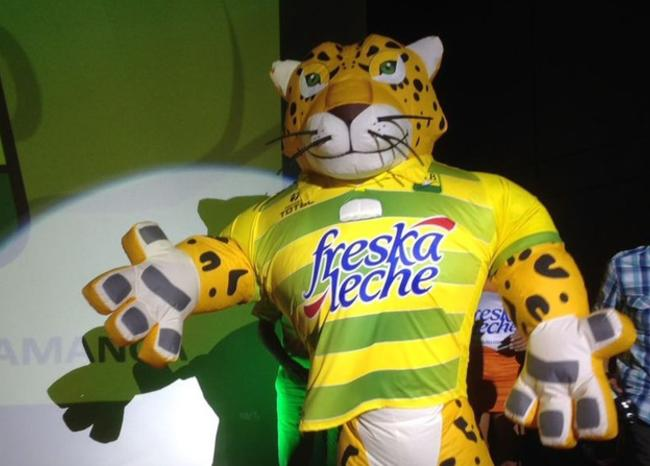
Mascota del Atlético Bucaramanga.

Se desconoce la fecha de adopción del escudo, el diseñador del mismo y los motivos por los cuales se escogió a un leopardo como mascota de equipo; animal que habita en bosques, selvas  y sabanas de África y Asia pero que no hace parte de la fauna de Santander; sin embargo, el leopardo representa la fuerza, la garra y el coraje del pueblo santandereano.
En el mes de julio de 2017 el equipo presentó la mascota oficial que acompañará al Atlético Bucaramanga en los partidos de local en el estadio Alfonso López, se trata de un leopardo que luce la nueva camiseta y al que aún no se le ha dado nombre.

## Uniforme
El primer uniforme de la escuadra búcara fue: pantaloneta blanca, medias grises y camiseta amarilla. Según versión de Jorge Reyes Puyana, los primeros uniformes los ayudaron a confeccionar algunas de las novias de los jugadores y por el blanco y el amarillo, (pantaloneta blanca y camiseta amarilla), hubo férrea oposición del obispo de aquella época, al considerar que los colores elegidos para el equipo de fútbol profesional, eran los mismos del Vaticano. Desde entonces, los colores del Uniforme del Atlético Bucaramanga han sido el amarillo y el blanco y solo a partir de los años 80 se implementó el uso de los vivos verdes en la indumentaria en consonancia con los colores de la bandera de Bucaramanga. En 1960, se utilizó transitoriamente un uniforme azul con una franja amarilla en el pecho, idéntico al de Boca Juniors de Argentina, por iniciativa del uruguayo Abraham González, pero a la afición no le gustó y fue utilizado en pocos partidos.
En el 1975 se tuvo el primer uniforme de calle del equipo con el patrocinio de la firma Vescol.

### Evolución
Aquí algunos uniformes usados por el Atlético Bucaramanga en su historia
| Primer Uniforme | (Ver evolución) | Uniforme actual |

## Estadio
El estadio Estadio Américo Montanini, fue inaugurado el 12 de diciembre de 1941 bajo el nombre de Alfonso López. Esta estructura fue inicialmente construida con el fin de suplir las necesidades al adquirir el compromiso de la realización de los V Juegos Nacionales.
Hacia el año 1949, este escenario pasaría a servir de sede al naciente equipo futbolístico más representativo del oriente Colombiano, el Atlético Bucaramanga. En el año 2024 fue renombrado como Estadio Américo Montanini en homenaje al jugador argentino del mismo nombre quien vistiera la camiseta del equipo en las décadas del 50 y 60 del siglo XX. 
Se encuentra ubicado entre la carrera 30 y la calle 14 y a él se puede llegar a través de múltiples rutas de buses, busetas provenientes desde cualquier sector de la ciudad.
- Inauguración: 1941
- Superficie: Natural
- Capacidad: 25.000[6]
- Dimensiones: 105 m de largo por 75 m de ancho

## Presidentes
El equipo fundado inicialmente como sociedad anónima en 1949 se transformó en la Corporación Deportiva Atlético Bucaramanga mediante una asamblea extraordinaria, celebrada a las 6 p. m. del día 14 de agosto de 1958 en la oficina 505 del edificio de la Compañía Colombiana de Seguros en la que se aprobaron los estatutos del club.
Como resultado de esta asamblea, la primera Junta Directiva de la Corporación Deportiva Atlético Bucaramanga, quedó integrada así: presidente: Rafael Ernesto Pérez Martínez, vicepresidente, Luis Fermando Sanmiguel, tesorero: Vicente Díaz Romero, suplente: Calixto Díaz Román, secretario Guillermo Hernández.
El equipo ha tenido treinta presidentes desde su inicio en 1949. Muchos de ellos han tenido periodos muy cortos lo que no ha permitido poder consolidar procesos que lleven al crecimiento del club ni a grandes campañas. Las mejores figuraciones del club en el Torneo Profesional Colombiano y su única participación en Copa Libertadores de América, han coincidido con los periodos de mayor estabilidad de sus dirigentes en la década de los noventa, a continuación se relaciona el listado histórico de dirigentes:
| Presidente                    | Período   |
| ----------------------------- | --------- |
| Rafael Ernesto Pérez Martínez | 1949-1950 |
| Alfonso Silva Silva           | 1950-1951 |
| Saúl Trillos Vesga            | 1951-1952 |
| Manuel G. Rangel              | 1952-1953 |
| Alberto Orduz Ardila          | 1953-1954 |
| Ramón Franco Ochoa            | 1956-1957 |
| Luis Fernando Sanmiguel       | 1957-1958 |
| Rafael Ernesto Pérez Martínez | 1958-1959 |
| José Luis Mendoza Cárdenas    | 1959-1961 |
| Alfonso Mantilla Arenas       | 1962-1963 |
| Crisanto Serrano              | 1964-1965 |
| José Luis Mendoza Cárdenas    | 1966-1970 |
| Miguel José Pinilla           | 1972-1973 |
| Jaime Serrano Parra           | 1973-1974 |
| Miguel José Pinilla           | 1974-1975 |

| Presidente                  | Período   |
| --------------------------- | --------- |
| Ambrosio Mantilla Barreto   | 1975-1976 |
| Miguel José Pinilla         | 1976-1977 |
| Gonzalo Jiménez Navas       | 1977-1978 |
| Benjamín Sarmiento Durán    | 1979-1980 |
| Eduardo Rivera              | 1981      |
| Reynaldo Rueda Castañeda    | 1981-1985 |
| Tiberio Villarreal Ramos    | 1986-1988 |
| Hernando Quijano Flórez     | 1989-1990 |
| Eduardo Valdivieso Mantilla | 1990-1992 |
| Germán Liévano              | 1993-1994 |
| Rodrigo Barbosa             | 1994-1999 |
| Malven Jessen Rodríguez     | 2000-2001 |
| Reynaldo Amaya Mantilla     | 2002-2006 |
| Juan Cristóbal Fajardo      | 2006      |
| José Augusto Cadena Mora    | 2006-2012 |

| Presidente             | Período   |
| ---------------------- | --------- |
| Óscar Córdoba          | 2012-2013 |
| Héctor Cárdenas        | 2013-2016 |
| Héctor García Ardila   | 2016-2017 |
| Óscar Álvarez          | 2017-2019 |
| Óscar Upegui           | 2019-2020 |
| Alonso Lizarazo Forero | 2020      |
| Jaime Elías Quintero   | 2020-2024 |
| Óscar Álvarez Jr       | 2024-act. |

José Luis Mendoza Cárdenas ha sido el presidente que más tiempo ha regido los destinos del "Leopardo", durante 8 años entre 1959-61 y 1966-70. En los años de 1954, 1955 el equipo no participó en el campeonato y estuvo a punto de desaparecer, al igual que en 1971, año en que cedió la ficha al Real Cartagena. En ese mismo año de 1971, algo similar le ocurrió al Deportivo Independiente Medellín que fue reemplazado por el Oro negro de Barrancabermeja.
En el 2007 asumió José Augusto Cadena Mora, empresario santandereano, quien fue resistido por la afición y el periodismo deportivo local debido a los pésimos resultados deportivos presentados por el equipo y que lo llevaron al descenso en 2008, así como por presuntos malos manejos de orden administrativo por los que en marzo de 2011 en un hecho sin precedentes un juez ordenó el embargo de la ficha deportiva como respuesta a una serie de demandas interpuestas por los exjugadores Jorge Daniel Casanova e Iván Garrido, quienes reclamaban 300 millones de pesos.  En febrero de 2011, la firma patrocinadora Mac Pollo había conseguido también el embargo de la sede social de Santa Bárbara por cuenta de otra orden judicial.
Cadena y sus socios, le habían comprado el equipo a Luis Fernando Yepes Quintero, quien fue asesinado en junio de 2010 en extrañas circunstancias. Yepes Quintero estaba vinculado por la Fiscalía General de la Nación a una investigación, al parecer por ser testaferro y amigo de la esposa del jefe paramilitar Vicente Castaño.
El 29 de agosto de 2011, en reunión de la Asamblea General del Club, se aprobó la modificación de los estatutos actuales y el cambio de razón social a Atlético Bucaramanga S.A, así como la emisión de acciones hasta por un valor de 1060 millones de pesos pero esa transformación administrativa nunca se concretó.
En octubre de 2011, el entorno político del club cambio y el candidato electo para la alcaldía de la ciudad, Luis Francisco Bohòrquez, se pronunciò acerca de la necesidad de convocar al sector privado para apoyar a los líderes del equipo con el fin de sacarlo de la Primera B, lo que no se dio nunca durante su administración pues hubo desconfianza de empresarios, prensa y aficionados hacia el presidente Cadena, pues lo acusaban de mantener al equipo en la segunda división por ser conveniente a sus intereses financieros.
En mayo de 2012, luego de intensa presión de prensa, y aficionados, Cadena por fin vendió el equipo a un grupo empresarial en el que figuran Henry Cubides y los hermanos Oscar y Jesús Álvarez, quedando como mánager el exarquero Óscar Córdoba, quien estuvo hasta julio de 2013 y renunció al club por diferencias con los dueños del equipo y fue reemplazado por Héctor Cárdenas, quien armó equipos muy competitivos en 2014 y 2015 finalmente logrando el ascenso. El presidente Cárdenas falleció en 2016 y fue reemplazado por Héctor García Ardila quien desempeñó una ruinosa gestión que casi lleva al equipo al descenso por lo que fue despedido y el mayor accionista del equipo, Oscar Álvarez, asumió las funciones de presidente desde 2017 logrando consolidar un emporio administrativo y financiero alrededor del club, pues Álvarez y su familia, quienes tienen el 96.3% de las acciones de la institución son dueños también de la ropa de marca deportiva que viste a los jugadores, de una corporación financiera que ofrece créditos a los deportistas,de una institución de educación no formal que ofrece estudios a los jugadores de las divisiones juveniles y a sus estudiantes prácticas al interior del equipo, del canal de televisión virtual del club, de una clínica de alto rendimiento deportivo y de la sede social del club. También el grupo empresarial Santander, propiedad de la familia Álvarez es el patrocinador del Atlético Bucaramanga a través de cuatro de sus empresas. Este proceso de integración empresarial en el que casi todas las relaciones comerciales del club se establecen con empresas de la familia Álvarez ha hecho del Atlético Bucaramanga uno de los clubes más rentables del campeonato pero no había traído éxitos en lo deportivo hasta el título del torneo apertura del año 2024, algo que había sido muy cuestionado por la prensa deportiva y la afición.

### Directivos
- Presidente: Oscar Junior Álvarez.
- Gerente Deportivo: Luis Felipe Euse.[281]

## Récords

### Máximos goleadores y más presencias
| Máximos goleadores | Máximos goleadores      | Máximos goleadores | Más partidos disputados | Más partidos disputados | Más partidos disputados |
| Top 10             | Top 10                  | Top 10             | Top 10                  | Top 10                  | Top 10                  |
| ------------------ | ----------------------- | ------------------ | ----------------------- | ----------------------- | ----------------------- |
| 1.                 | Américo Montanini       | 134 goles          | 1.                      | Misael Flórez           | 474 partidos            |
| 2.                 | Miguel Oswaldo González | 90 goles           | 2.                      | Roberto Frascuelli      | 372 partidos            |
| 3.                 | Jesús Barrios           | 64 goles           | 3.                      | Andrés Sarmiento        | 366 partidos            |
| 4.                 | Eduardo Vilarete        | 60 goles           | 4.                      | Ricardo García          | 364 partidos            |
| 5.                 | Jorge Ramoa             | 59 goles           | 5.                      | Hugo Scrimaglia         | 337 partidos            |
| 6.                 | Eduardo Ghilio          | 57 goles           | 6.                      | Gilberto Centeno        | 309 partidos            |
| 7.                 | Orlando Ballesteros     | 55 goles           | 7.                      | Lacides Otero           | 295 partidos            |
| 8.                 | John Pérez              | 52 goles           | 8.                      | Jorge Ramírez           | 263 partidos            |
| 9.                 | Leonidas Hurtado        | 50 goles           | 9.                      | Jesús Barrios           | 257 partidos            |
| 10.                | José Giarrizo           | 45 goles           | 10.                     | Américo Montanini       | 265 partidos            |
| Top 20             |                         |                    |                         |                         |                         |
| 11.                | Rafael Agudelo          | 43 goles           | 11.                     | Roberto Riquelme        | 250 partidos            |
| 12.                | Ramón Cáceres           | 41 goles           | 12.                     | Germán Garcés           | 243 partidos            |
| 13.                | Omar Devanni            | 40 goles           | 13.                     | Pablo Zuleta            | 234 partidos            |
| 14.                | Perfecto Rodríguez      | 37 goles           | 14.                     | Humberto Mendoza        | 232 partidos            |
| 15.                | Herman Aceros           | 37 goles           | 15.                     | César Vásquez           | 232 partidos            |
| 16.                | Horacio Di Loreto       | 36 goles           | 16.                     | John Pérez              | 230 partidos            |
| 17.                | Wilson Carpintero       | 36 goles           | 17.                     | Jorge Lastra            | 209 partidos            |
| 18.                | Andrés Sarmiento        | 35 goles           | 18.                     | Roberto Janiot          | 205 partidos            |
| 19.                | Lácides Otero           | 32 goles           | 19.                     | Adolfo Riquelme         | 205 partidos            |
| 20.                | Juan Alejandro Onnis    | 32 goles           | 20.                     | James Aguirre           | 216 partidos            |

### Aportes selecciones
- Copa Mundial de Fútbol

| #          | Selección | Posición | Jugador       | Partidos | Goles | Resultado      |
| ---------- | --------- | -------- | ------------- | -------- | ----- | -------------- |
| Rusia 2018 |           |          |               |          |       |                |
| 1.         | Panamá    | Volante  | Gabriel Gómez | 3        | 0     | Fase de grupos |

- Copa América

| #                 | Selección | Posición | Jugadora              | Partidos | Goles | Resultado    |
| ----------------- | --------- | -------- | --------------------- | -------- | ----- | ------------ |
| Copa América 1967 |           |          |                       |          |       |              |
| 1.                | Colombia  | Arquero  | Heriberto Solís       | 2        | 0     | Repechaje    |
| Copa América 1979 |           |          |                       |          |       |              |
| 2.                | Colombia  | Defensa  | Miguel Augusto Prince | 0        | 0     | Primera fase |

- Copa de Oro

| #                | Selección | Posición | Jugador        | Partidos | Goles | Resultado |
| ---------------- | --------- | -------- | -------------- | -------- | ----- | --------- |
| Copa de Oro 2011 |           |          |                |          |       |           |
| 1.               | Panamá    | Volante  | Eduardo Dasent | 3        | 0     | Semifinal |

### Extranjeros
| Nacionalidad   | N.º | Jugadores |
| -------------- | --- | --- |
| Armenia        | 1   | Mauro Guevgeozián. |
| Argentina      | 137 | José Fracsione, Aristóbulo Di Ambrosi, Raul Dimarco, Roberto Pablo Janiot Oslé , Norberto Juan Peluffo, Ernesto Berto, Julio Asciolo, Eugenio Casali, Ubaldo Terranova, Marcelo García, Felipe Stemberg, Carlos Gambina, Antonio Bernasconi, Oscar Circumelis, José Álvarez, Vicente Dimiro, Jorge Bellemmi, Osvaldo Balduzzi, Roberto Gentile, Felipe Marino, Armando Vidal, Oscar Horacio Sepia, José Luis Lanza, Agustín Esteban, Omar Vicente Gamboni, Julio Ulises Terra, Orlando Larraz, Roberto Scalese, Víctor Gastaldi, Francisco Castropp, Omar Ives Ayala, Alberto Castronovo, Roque Mercury, Rubén Musso, Alfredo La Spina, Raúl Urruti, Juan Barbieri, Perfecto Rodríguez, Roberto Marini, Hugo Scrimaglia, José Giarrizo, Miguel Zazzini, Julio Boreni, Héctor Oswaldo Rodríguez, Hugo Contreras, Horacio Di Loreto, Miguel Oswaldo González, Américo Montanini, Omar Lorenzo Devanni, Oscar Carrara, Norberto Gómez, Enrique Pessarini, Ricardo Campana, José Jorge Molnar, Floreal Rodríguez, Alfonso Núñez, Julio Bricka, Marcial Suárez, Jacinto Mercyo, Horacio Romero, José Vigo, José Américo Castromán, Héctor Yáñez, Juan Carlos Bevilacqua, Luis Antonio Garma, Juan Carlos Sierra, José Salas, José Carrillo, Roberto Migliore, Osmar Abel Miguelucci, Omar Valentín Bargas, Luis Alberto Landaburu, Guillermo Guarnieri, Rubén Ángel Guibaudo, Roberto Frascueli, Rubén Horacio Carra, Carlos Daniel Castagneto, Omar Alberto Alegre, Omar Alfredo Morís, Luis Alberto Piazzalonga, Oscar Zárate, Héctor Ramón Sossa, Juan Alejandro Onnis, Carlos Enrique Landaburo, Miguel Perchy, Rubén Alfredo Pérez, Alejandro Julián Méndez, Roque Córdoba, Luis Abdeneve, Sergio Saturno, Héctor Mario Lamberti, Daniel Killer, Edgardo Luis Paruzzo, Omar Gerardo Galván, Juan Carlos Díaz, Carlos César Rodríguez, Carlos Samboni, José Alberto Bravo, Héctor Vargas, Héctor Torres, Manuel Torres, Pedro Manuel Olalla, Jorge Ramoa, Alfredo Reafourcat, Horacio Marcelo Arce, Marcelo Ibáñez, Héctor Hugo Smaldone, Luis Darío Erramuspe, Juan Carlos Alarcón, Diego Ladislao Oyarbide, Mario Raúl Villega, Claudio Mendoza, Adrián Bernasconi, Miguel Ángel Vargas, Maximiliano Núñez, Gabriel Roth, Damián Matías Cirilo, Juan Quevedo, Juan Gabriel Figueroa, Juan Zandoná, Brian Flores, Fernando Batiste, Mauricio Pedano, Julián Wajzstein, Mariano Caporale, Emanuel de Porras, Luis Ojeda, Marcos Aguirre, Juan Manuel Sánchez, Alejandro Quintana, Nicolás Marotta, Diego Chávez, Gonzalo Lencina, Adriel Galeano, Emanuel Zagert, Fabián Sambueza, Luciano Pons. |
| Bolivia        | 2   | Erwin Romero, Alcides Peña. |
| Brasil         | 9   | Eduardo Ghilio, Wilson Dos Santos Baratta 'Pipico', Nilson Bruno, Eduardo Pincelli, Roberto Lettiere, Francisco Carlos Jardim, Romairo Silveira Lima, Antonio Teodoro Dos Santos 'Toninho', Marquinho. |
| Camerún        | 1   | Oyié Flavié. |
| Chile          | 1   | Jean Paul Pineda. |
| Costa Rica     | 4   | José Joaquín Quirós, Carlos Alberto Umaña, Juan Carlos Arguedas, Claudio Jara. |
| Estados Unidos | 1   | Francisco Navas. |
| Hungría        | 1   | Julio Zsellenger. |
| Italia         | 1   | Dante Mircoli. |
| México         | 2   | Alan Israel Atrich, Bardo Fierros. |
| Países Bajos   | 1   | Stanley Marchena. |
| Panamá         | 2   | Eduardo Dasent, Gabriel Gómez. |
| Paraguay       | 14  | Carlos Alberto González, Reinaldo González, Crescencio Rojas, José Galeano, Carlos Sanabria, Adolfo Riquelme, Roberto Riquelme, Ever Benítez, Jorge Daniel Jara, Joaquín Evert, José Franco, Juan José Gómez, Osvaldo Mendoza, Roque Caballero. |
| Perú           | 2   | José Cardoza, Enrique Augurto. |
| Serbia         | 1   | Dragoslav Šekularac. |
| Suecia         | 1   | Kevin Aladesanmi. |
| Uruguay        | 45  | Walter Sossa, José Omar Verdún, Carlos Zunino, René Tadeo Oloza, Nelson Quintana, Julio Guizzo, Cleto Castillo, Carlos Meyer, Tabaré Suárez, Washington Barrios, Bibiano Zapirain, Fernando Ponce, Rubén Goncalvez, Héctor Oerez, Cecilio Martínez, Juan Andrés Tejera, Vicente Espinoza, José Giampietro, Eustoquio Claros, José Russo, Luis Sosa, Luis Noe, Héctor Burguez, Gustavo Daniel Iturburo, Mauricio Silvera, Luis Chabat, Wilson Núñez, Rider O'Neil, Leonel Rocco, Diego Bonilla, Miguel Ángel Barbat, Luis Barbat, Jorge Casanova, Álvaro Mello, Pablo Aurrecochea, Daniel Gamarra, Nicolás Vikonis, Fabián Yantorno, Jorge Bava, Martín González, Steve Makuka, Michel Acosta, Bruno Telliz, Sebastián Gularte, Robert Herrera. |
| Venezuela      | 9   | Ruberth Morán, Javier Toyo, Henry Pernía, Rubén Rojas, Diomar Díaz, Cristopher Varela, Leonardo Flores, Andrés Ponce, Adalberto Peñaranda. |

## Jugadores

### Plantilla 2025-II
- Los jugadores de categoría sub-20 no son tenidos en cuenta en el conteo de los 35 inscritos ante Dimayor.

### Altas y bajas 2025-II
| Altas               | Altas          | Altas             | Altas         | Altas  |
| Jugador             | Posición       | Procedencia       | Tipo          | Fuente |
| ------------------- | -------------- | ----------------- | ------------- | ------ |
| Carlos de las Salas | Defensa        | Patriotas Boyacá  | Jugador Libre |        |
| Israel Alba         | Defensa        | Deportivo Pasto   | Jugador Libre |        |
| Gustavo Charrupi    | Centrocampista | Deportivo Pasto   | Traspaso      |        |
| Félix Charrupí      | Centrocampista | Millonarios       | Jugador Libre |        |
| Faber Gil           | Delantero      | Atlético Nacional | Cesión.       |        |

| Bajas               | Bajas          | Bajas                   | Bajas          | Bajas  |
| Jugador             | Posición       | Destino                 | Tipo           | Fuente |
| ------------------- | -------------- | ----------------------- | -------------- | ------ |
| Santiago Jiménez    | Defensa        | Deportivo Pasto         | Jugador Libre  |        |
| Cristian Zapata     | Defensa        | Bandera de ?            | Jugador Libre. |        |
| Sherman Cárdenas    | Centrocampista | Bandera de ?            | Jugador Libre  |        |
| Andrés Andrade      | Centrocampista | Bandera de ?            | Jugador Libre. |        |
| Frank Castañeda     | Centrocampista | Banfield                | Jugador Libre. |        |
| Adalberto Peñaranda | Delantero      | FK Sarajevo             | Fin de cesión. |        |
| Andrés Ibargüen     | Delantero      | Once Caldas             | Agente Libre   |        |
| Andrés Ponce        | Delantero      | Academia Puerto Cabello | Jugador Libre. |        |
| Jean Carlos Blanco  | Delantero      | Técnico Universitario   | Jugador Libre  |        |

### Jugadores en selecciones nacionales
Nota: en negrita jugadores parte de la última convocatoria en sus respectivas selecciones.
| País      | Categoría | Jugador(es)                        |
| --------- | --------- | ---------------------------------- |
| Colombia  | Absoluta  | Freddy Hinestroza, Aldair Quintana |
| Venezuela | Absoluta  | Leonardo Flores                    |

### Jugadores por posición

#### Arqueros
En la historia del Atlético Bucaramanga, varios nombres han dejado huella: José Fraccione, Julio “Loco” Asciolo (lo apodaban el “loco” por sus atrevidas salidas. Arquero flaco de grandes condiciones que es recordado en los equipos que jugó), “Chonto” Gaviria, Floreal Rodríguez, llamado “La Vaca Voladora”; Jaime Hernández, el vallecaucano “Negro” Sinisterra, Ernesto Berto, José Carrillo, (considerado como uno de los más brillantes, pero malogrado para el fútbol por una lesión) y Adolfo Riquelme, un extraordinario arquero paraguayo quien llegó en 1966 ya veterano con el antecedente de haber sido campeón sudamericano en Lima en 1953, e integrante de los clubes Nacional y Libertad en su país, Atlético Madrid de España, Atlético Chalaco de Perú y América de Cali.
Por esa época, padre e hijo actuaron para el equipo y se presentó el hecho curioso que el arquero titular del equipo era Adolfo, mientras que su hijo Roberto era el suplente. Adolfo Riquelme fue también entrenador en 1969 y 1972.
En las últimas décadas se puede hablar de Osmar Abel Miguelucci, Héctor Walter Burguez José Fernando Castañeda y el "loco" Luis Landaburu, un histórico de River Plate, quien pocos días antes de la Copa Mundial de Fútbol de 1978, fue excluido por “El Flaco” Menotti de la nómina definitiva anfitriona.
A Landaburu, Ángel Labruna, director técnico de River Plate en los 70 lo considera intransferible, pues pensaba que era el mejor arquero de Argentina después de Fillol, al punto que al concluir el partido final de la libertadores de 1976 en el que Luis atajó por lesión de Fillol, Labruna le dijo: "Foca, que te puedo decir? Eres un fenómeno. No juegas porque Fillol está en el equipo, pero podrías jugar en el mejor equipo del mundo".
Guillermo Rodolfo Guarnieri en 1995 consiguió el récord del mayor número de minutos sin recibir gol en la historia del fútbol colombiano, con 1122 minutos. Ese registro lo consiguió en el torneo del Ascenso durante 13 fechas, algo difícil de igualar.
Mención especial merece Leonel Rocco, arquero uruguayo quien salvó la categoría en 2001 al atajar dos penales y convertir el definitivo del triunfo frente al Cúcuta Deportivo en la final del triangular de promoción que se jugó en Cartagena.
Aldair Quintana lideró al equipo desde el arco en la consecución del primer título, por lo que su nombre ha quedado en la historia del leopardo, en esa temporada Aldair sacó el arco en 0 en 16 partidos, 15 en la Liga y 1 en Copa Colombia.
Adolfo Riquelme y James Aguirre son los arqueros con más participaciones con el club.

#### Defensas
Desde los inicios del campeonato, en 1a época del dorado cuando se jugaba 2-3-5 en que Juan Cardoza, Arturo Bustamante y Felipe Stemberg eran baluartes en la zaga, hasta hoy, han sido muchos los defensores que jugaron para el equipo; pero los más recordados por su compromiso, coraje y rendimiento han sido Enrique Augurto, Eugenio Casali, Álvaro "pipa" Solarte, el "mariscal" Hugo Scrimaglia, Jorge Lastra, Germán Garces, Carlos Ávila, Roberto Di Plácido, Gilberto "burrito" Centeno, Luis Fernando "chonto" Herrera, Miguel Augusto Prince, los hermanos Hernando y Ricardo García, Víctor Espinosa, Enrique Esterilla y Gustavo "misil" Restrepo.
John Álex Rodríguez, volante de marca y verdadero bastión defensivo del Atlético que alcanzó el subcampeonato de 1997 ostenta el récord de siete tarjetas rojas en esa temporada, aunque no es el jugador "Leopardo" que más veces ha visto la roja a lo largo de la historia del equipo, ya que Jesús "Kiko" Barrios y César Alberto Vásquez han sido expulsados en ocho ocasiones. Otros jugadores identificados por el juego fuerte han sido: Elías Correa, expulsado en seis ocasiones, mientras que Roberto Pablo Janiot, Hugo Scrimaglia y Miguel Augusto Prince lo fueron en cinco oportunidades. El uruguayo Cleto Castillo, uno de los pata brava más temidos en la historia del Fútbol profesional colombiano fue expulsado en solo cuatro ocasiones mientras vestía la camisa del "Leopardo".

#### Delanteros
El máximo goleador histórico del equipo ha sido José Américo Montanini con 134 anotaciones, le siguen Miguel Oswaldo González con 90, Jesús Barrios con 64, Eduardo Vilarete con 60 y Jorge Ramoa con 59.

## Entrenadores
El cargo de entrenador ha sido uno de los más inestables en la historia del club. Entre los más exitosos se encuentran Rafael Dudamel, quien llevó al equipo a su primer título en 2024; Norberto Juan Peluffo, entrenador entre 1953 y 1958; Humberto Ortiz, que dirigió de 1990 a 1992; y Carlos Mario Hoyos, al frente del equipo de 1997 a 1998. Durante la permanencia del Atlético Bucaramanga en la Primera B, destaca el trabajo de Hugo Gallego, quien ganó la Copa Concasa en 1995.

### Cuerpo técnico
En la actualidad el cargo de entrenador lo ejerce el colombiano Leonel Álvarez.

## Palmarés

### Torneos nacionales (1)
| Competición Nacional        | Títulos     | Subcampeonatos |
| --------------------------- | ----------- | -------------- |
| Categoría Primera A (1/1)   | 2024-I.     | 1996-97        |
| Copa Colombia (0/0)         |             |                |
| Superliga de Colombia (0/1) |             | 2025           |
| Categoría Primera B (2/1)   | 1995, 2015. | 2009           |

### Torneos amistosos
- Torneo Feria Del Sol de Mérida (1): 2008.[293]
- Triangular Puerto Boyacá (1): 2005.[294]
- Copa Canal TRO 20 años: 2015.[295]
- Subcampeón de la Copa Gobernación de Santander (1): 2006.
- Campeón - Copa Cuadrangular Rey De Reyes, jugada a mediados del año 2019 en Cúcuta, Norte De Santander.

## Hinchada

### Fortaleza Leoparda Sur

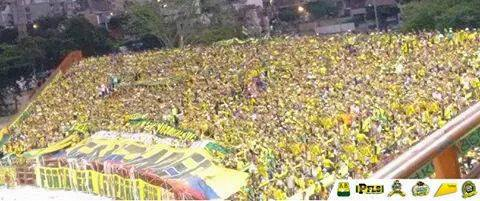
Fortaleza Leoparda Sur, Barra Brava Atlético Bucaramanga.

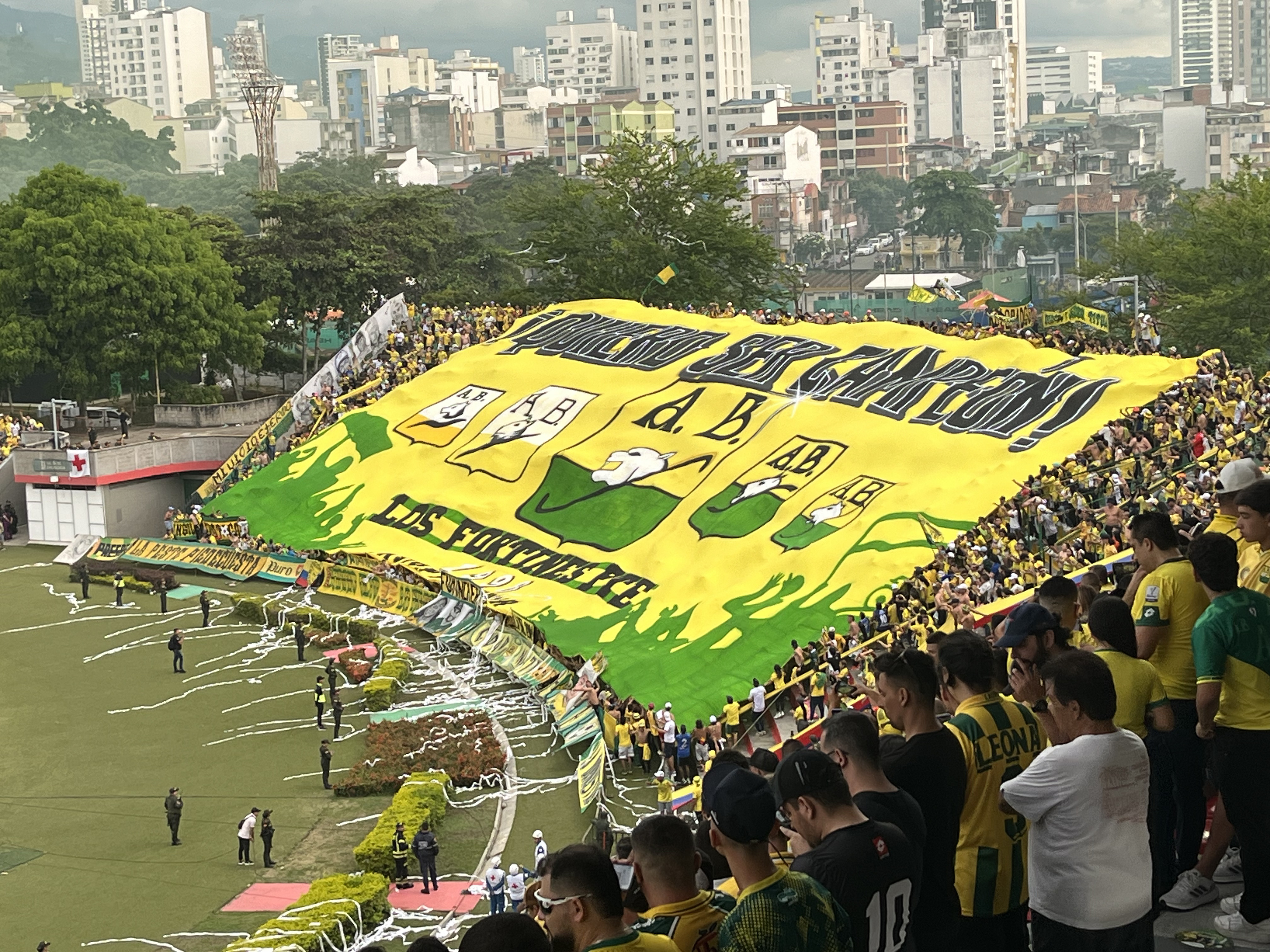
Fortaleza Leoparda Sur en el partido Atlético Bucaramanga Vs Deportivo Pereira en 2024

La hinchada popular del equipo es conocida como la Fortaleza Leoparda Sur y fue fundada en 1998 por jóvenes con ganas de innovar en la forma de apoyar al equipo pero con el tiempo se vincularon elementos al margen de la sociedad. Como muchas otras agrupaciones similares es expresión de un problema social no inherente al fútbol. La barra ha sido activa en el ''barrismo social'' realizando actividades para ayudar a habitantes de la calle y niños de la ciudad. Anualmente, el 24 de diciembre, realizan un evento llamado ''Navidad Leoparda'', la cual consiste en repartir cientos de regalos a niños de barrios marginados del área metropolitana de Bucaramanga. En marzo de 2019 se estrenó la película santanderereana La Fortaleza en la que se resaltan los aspectos positivos de la pasión por el futbol y el barrismo.
La barra se ubica en la tribuna sur alta del Estadio Alfonso López desde el año 1998 y ha organizado protestas pacíficas como las ocurridas en diciembre de 2010, mayo de 2011 y junio de 2012 cuando sus integrantes hicieron una marcha hacia la Alcaldía de Bucaramanga y la Gobernación de Santander con el fin de solicitar apoyo institucional para intentar solucionar la difícil situación del club
También la barra como uno de los movimientos juveniles más grandes de Bucaramanga, ha participado en diferentes movimientos en contra de la mega minería teniendo un protagonismo activo en diferentes causas sociales de la región.
Entre otras acciones positivas de la Fortaleza Leoparda Sur, se cuentan la campaña de sensibilización "Bucaramanga Somos" para concientizar a la comunidad y a las autoridades de la importancia del equipo en la historia de la ciudad.
Al interior de la barra se ha tomado conciencia sobre la necesidad de erradicar la violencia en el fútbol y la importancia de ser reconocidos como constructores de paz en Colombia, por lo que ha habido acercamientos con las autoridades y la gobernación de Santander ha vinculado a algunos de sus integrantes como vigías del patrimonio con el fin de fomentar y preservar la cultura.
Con el apoyo de la Gobernación de Santander, la organización Fortaleza Leoparda Sur ha desarrollado diferentes proyectos que permitieron el regreso de las familias al estadio, y la unión de toda la hinchada. Entre estos proyectos se encuentra el lanzamiento de un documental acerca del ascenso del club en el 2015.
Debido a los malos resultados deportivos en los últimos años que han causado preocupación entre los aficionados y la prensa deportiva en general, la barra decidió no ingresar al Estadio Alfonso López durante el primer semestre de 2023  y protestar en forma pacífica con cánticos y pancartas a las afueras del estadio con el fin de exigir mejor gestión administrativa y deportiva en el funcionamiento del club. Sin embargo, el acompañamiento al equipo continuó normalmente durante los partidos de visitante.
A pesar de estas acciones positivas, lamentablemente la barra ha sido conocida también por protagonizar hechos violentos que han sido objeto del repudio social y han alejado a los aficionados del estadio:
El 23 de septiembre de 2007 hinchas del Atlético Bucaramanga, presumiblemente pertenecientes a la Fortaleza Leoparda, invadieron la cancha del Estadio Alfonso López y se dirigieron a la tribuna norte en donde estaba ubicada la barra del Cúcuta Deportivo robando una bandera a la banda del indio que dice los patios, la cual aun continua en poder de la hinchada leoparda.
El 3 de agosto de 2008 hinchas de Atlético Bucaramanga atacaron un bus con hinchas de Atlético Nacional porque en su opinión estaban invadiendo el espacio reservado para ellos, resultando ocho personas heridas, dos de ellas de gravedad.
En febrero de 2011, anunciaron que impedirían la realización de un partido de fútbol en Bucaramanga entre Atlético Nacional de Medellín y Racing Club de Argentina, lo que al final, no ocurrió pues los organizadores cedieron a las peticiones de los hinchas e inhabilitaron la tribuna sur del estadio.
En abril de 2011, 50 de sus miembros armados con palos y cuchillos irrumpieron en los camerinos del Estadio Alfonso López luego del entrenamiento del equipo, robando objetos personales de los jugadores y amenazando a varios de ellos. La Policía Nacional capturó a 9 y el Club anunció entablar una acción legal.
El 30 de abril de 2011 los jugadores fueron agredidos en el intermedio del partido que el Atlético Bucaramanga y el desaparecido Centauros de Villavicencio disputaron y que el equipo perdió de visitante por 4-0.
El 10 de marzo de 2012, hubo una batalla campal en el Estadio Arturo Cumplido de Sincelejo en el intermedio del partido que disputaban Sucre F.C y Atlético Bucaramanga, resultando 19 aficionados detenidos y uno herido de gravedad.
El 2 de junio de 2012, en vísperas del partido por eliminatorias que disputarían las selecciones de Colombia y Perú en Lima, la Policía peruana arrestó en inmediaciones del Estadio Nacional a un grupo de hinchas violentos provenientes de Bucaramanga y que portaban camisetas del equipo. Presumiblemente, habían intentado agredir con arma blanca a otros aficionados, según informó el Canal N de la Televisión peruana.
El 21 de octubre de 2012 luego del partido disputado contra América de Cali por los cuadrangulares finales, un grupo de hinchas violentos agredieron a los jugadores Jonathan Lara y Alexander Lozada.
El 27 de febrero de 2013 en un partido amistoso en Bucaramanga entre el Club y el Atlético Nacional se presentaron disturbios que llevaron a la suspensión del encuentro al minuto 39 del segundo tiempo tras la invasión de la cancha por miembros de la Fortaleza Leoparda Sur luego de haber dañado parcialmente las alambradas de seguridad de la tribuna sur, por lo que la Alcaldía decidió cerrarla y colocarla nuevamente en funcionamiento el 30 de abril de 2013,.  Esa noche antes del partido, en confusos hechos un menor de 17 años disparó contra las personas que se encontraban haciendo fila para entrar a la tribuna sur del estadio, asesinando a un joven de 15 años e hiriendo a un hombre de 23, quien falleció al día siguiente. Posteriormente se determinó que los hechos fueron consecuencia de un ajuste de cuentas entre barras rivales del club.
En octubre de 2013 luego del partido que Atlético Bucaramanga perdiera con Jaguares de Córdoba por 3-0, un grupo de hinchas se negó a pagar la cuenta en un restaurante de Sahagún y procedió a bloquear la troncal de occidente agrediendo y atracando a los conductores.  Un grupo de pandilleros de la región los increpó por ocupar su territorio y los enfrentó.  Se desarrolló una trifulca durante varias horas con palos, botellas y machetes.  Al final los pandilleros fueron atracados también y la Policía Nacional los obligó a marcharse.  Al día siguiente atracaron otros restaurantes que encontraron por el camino.
El 13 de mayo de 2014 fueron detenidos 40 hinchas del equipo por intentar bloquear la troncal de oriente y herir a dos policías cerca a Aguachica. Los barras bravas pretendían con su acción obligar a varios camioneros para que los trasportaran de regreso a Bucaramanga luego del encuentro que disputaron Real Cartagena y Atlético Bucaramanga.
El 5 de abril de 2015 en el terminal de trasportes de Bucaramanga, doce hinchas de una de las barras bravas del club agredieron con cuchillos, machetes y botellas de vidrio a siete miembros de la barra "Los Kuervos" del Junior de Barranquilla creando pánico entre los viajeros que a esa hora se encontraban en la terminal. Varias personas debieron refugiarse en los baños para evitar ser agredidas. La policía logró capturar a 3 de estos facinerosos y otros huyeron en motocicletas.
En septiembre de 2015 , después del partido que Atlético Bucaramanga le ganara a Bogotá F.C. en el Estadio Metropolitano de Techo por el torneo de ascenso, 46 hinchas del club luego de atracar a algunos ciudadanos en la localidad de Kennedy se enfrentaron a un grupo de taxistas en la Calle 80 con Avenida Boyacá lesionando a uno de ellos. La situación no pasó a mayores gracias a la intervención de la policía.
En enero de 2016 , época en la que el campeonato de fútbol estaba en receso, hinchas del Atlético Bucaramanga agredieron a pedradas a varios miembros de la autodenominada barra banda del indio del Cúcuta Deportivo  que se desplazaban hacia la costa atlántica. El ataque que ocurrió en inmediaciones del municipio de Bosconia , Cesar , dejó como resultado la muerte del joven cucuteño Darwin Pitaloa de 19 años.
El 21 de marzo de 2018, un día antes del partido por la Liga Águila hubo un enfrentamiento con palos y piedras entre más de doscientos hinchas de Atlético Bucaramanga y Atlético Nacional en cercanías del Centro Comercial El Cacique que no dejó consecuencias que lamentar debido a la intervención oportuna de la Policía Nacional.
En febrero de 2019 la Policía Nacional debió intervenir para controlar el orden público alterado en el cementerio de Girón , pues durante las exequias del joven Maicol Rodolfo Giomez Espindola, alias "Maikitol", hincha del Atlético Bucaramanga y quien fuera asesinado en hechos confusos ocurrió una parranda bailable en la que según un testigo, jóvenes en aparente estado de alicoramiento hasta subieron los muros de las bóvedas. Un asistente al evento manifestó que "hay culturas que celebran la muerte, es algo que se ha perdido en la civilización y es un poco el rescate de eso, de celebrar la muerte. Siempre que hay un difunto en la barra se trata de hacer como el homenaje que no se hizo en vida".  Al parecer la celebración sería la última voluntad del occiso.
Em marzo de 2019 en el sector de La Lizama cerca a Barrancabermeja se encontraron las barras de Atlético Nacional y Atlético Bucaramanga que se dirigían a acompañar a sus equipos en Cúcuta y Río negro respectivamente.  Se generó una gresca en la que el joven Jeisson Andrés Yepes Posada, hincha de Atlético Nacional recibió 38 heridas en el cuello, las cabezas y los brazos y por poco pierde la vida.  La policía logró capturar a uno de los responsables.
El 28 de septiembre de 2019 en un partido nocturno frente al Envigado FC se presentaron disturbios en la tribuna sur. Los hinchas quienes inicialmente se pelearon entre ellos no pudieron ser controlados por la Policía por lo que fue necesaria la intervención del ESMAD para garantizar la continuidad del partido. Hubo algunos arrestados y al final del partido se supo que el joven José Ángel Reina Pinto había caído desde esa tribuna y falleció.
El 11 de febrero de 2023,cuando emprendían el regreso a Bucaramanga luego de asistir al partido del club contra Jaguares de Córdoba en Montería, la barra brava hizo una parada en el municipio de Tolú donde tuvieron un enfrentamiento grave con comerciantes locales en el que murió el ciudadano local Rafael Enrique Baldivino Zúñiga, el barrista Julio Barajas y hubo diez heridos de gravedad, entre ellos cuatro integrantes de la barra. Al parecer la trifulca se produjo porque los barristas no quisieron pagar los almuerzos consumidos ese día,.
El 21 de marzo de 2023, diez barristas invadieron la cancha del Estadio Alfonso López mientras se jugaba el partido Atlético Bucaramanga vs Deportes Tolima e intentaron desplegar una pancarta para protestar por los manejos administrativos del club. La acción fue fácilmente controlada por la policía y los implicados fueron arrestados.

### Personalidades
Una de las personalidades mas conocidas de su hinchada es el humorista y pastor protestante José Ordoñez Jr., en el cual interpreta al ''Búcaro'' ''Mesmer'' en sus programas humorísticos, personaje que hace alusión al hincha común de este equipo de fútbol bumangués.